# Cattedrali e basiliche gotiche italiane
Le cattedrali e le basiliche gotiche italiane sono grandi edifici originariamente cultuali realizzati nel periodo compreso tra XIII e XV secolo in stile gotico.
In Italia il gotico di stampo francese non attecchì mai come nel resto dell'Europa; sono tuttavia presenti opere architettoniche di assoluto rilievo nella scena internazionale. In Italia il gotico infatti si manifestò nelle forme più originali e diverse, presentando una varietà di stili diversi per regione o persino per città.

## Elenco di cattedrali e grandi basiliche gotiche italiane

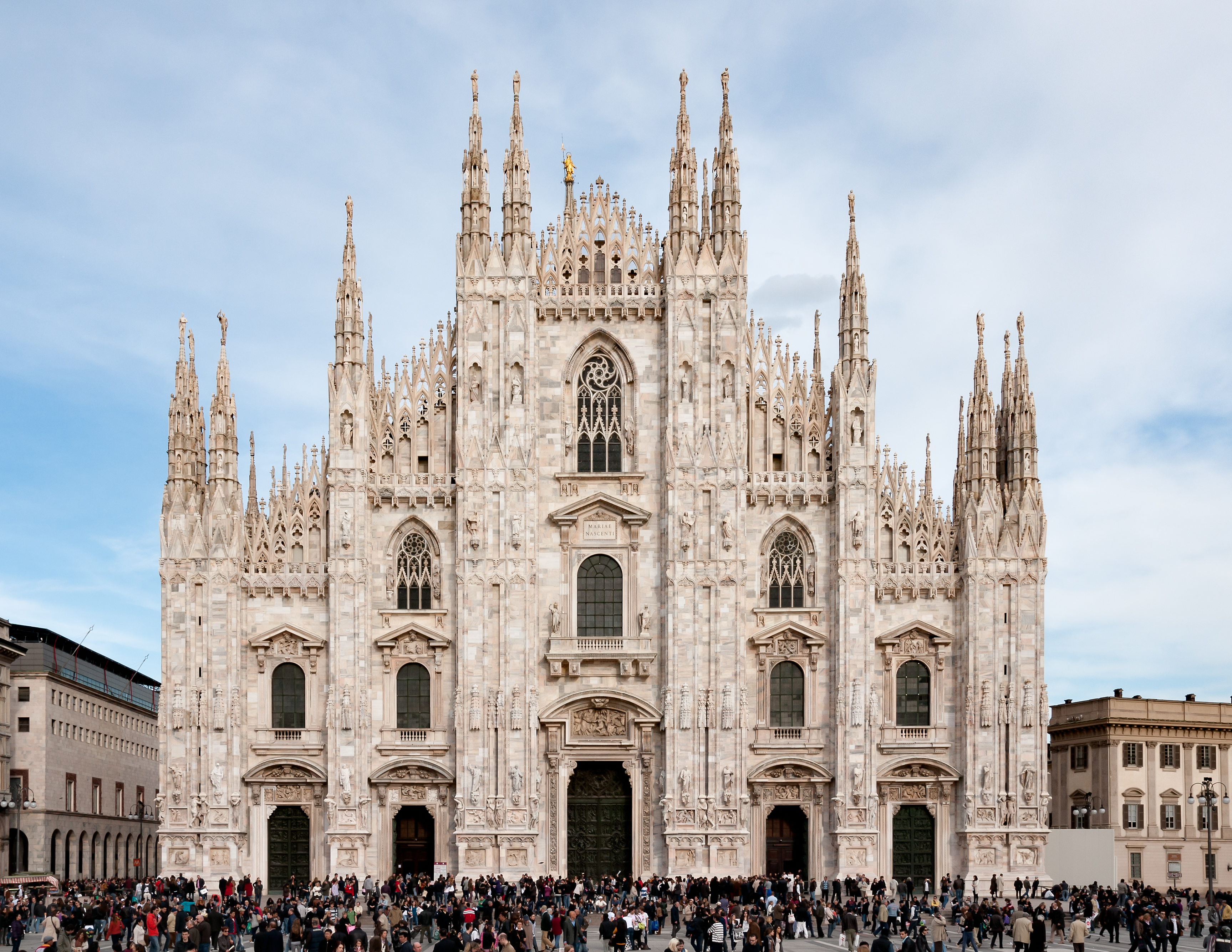
Duomo di Milano.

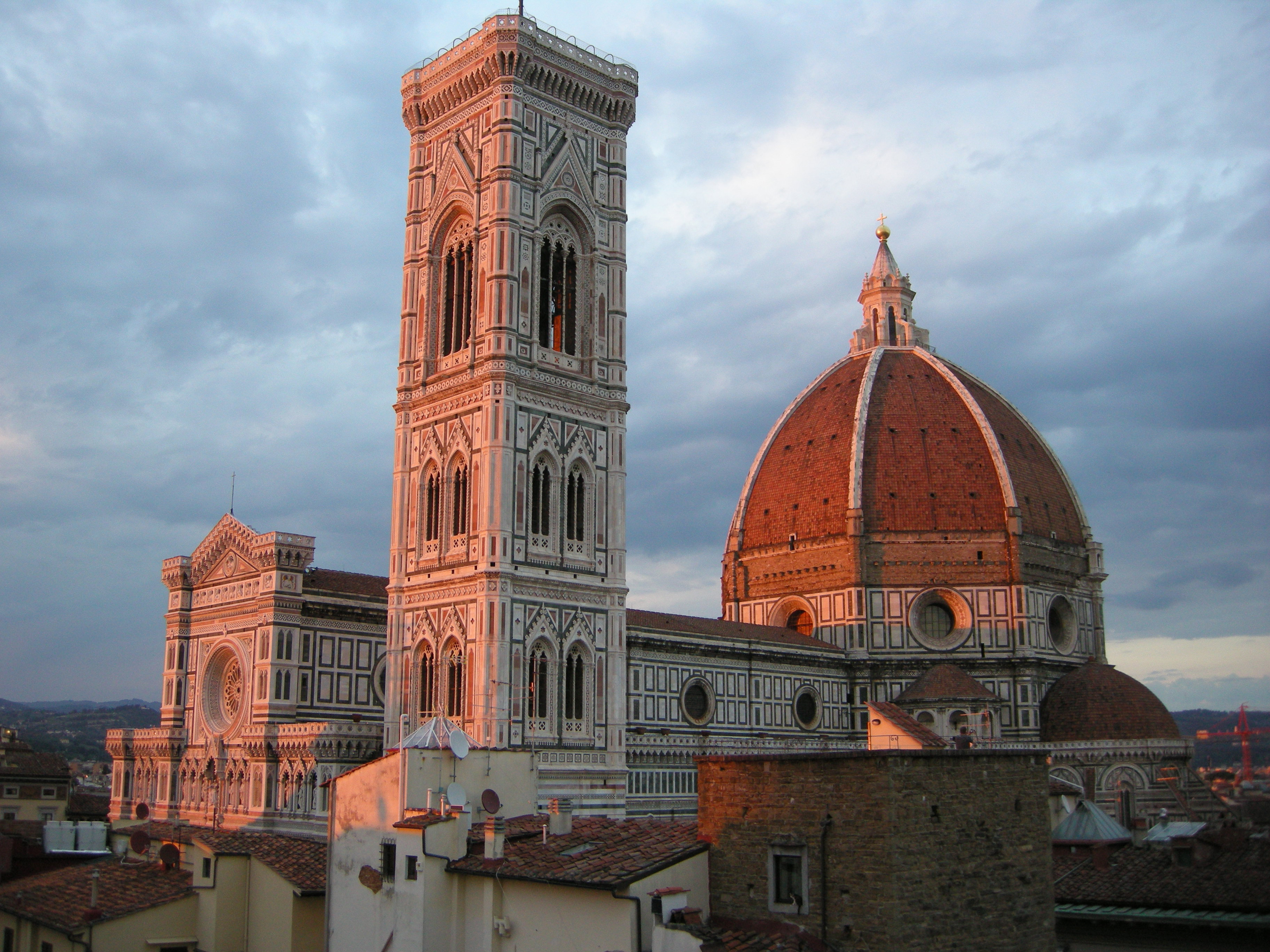
Duomo di Firenze.

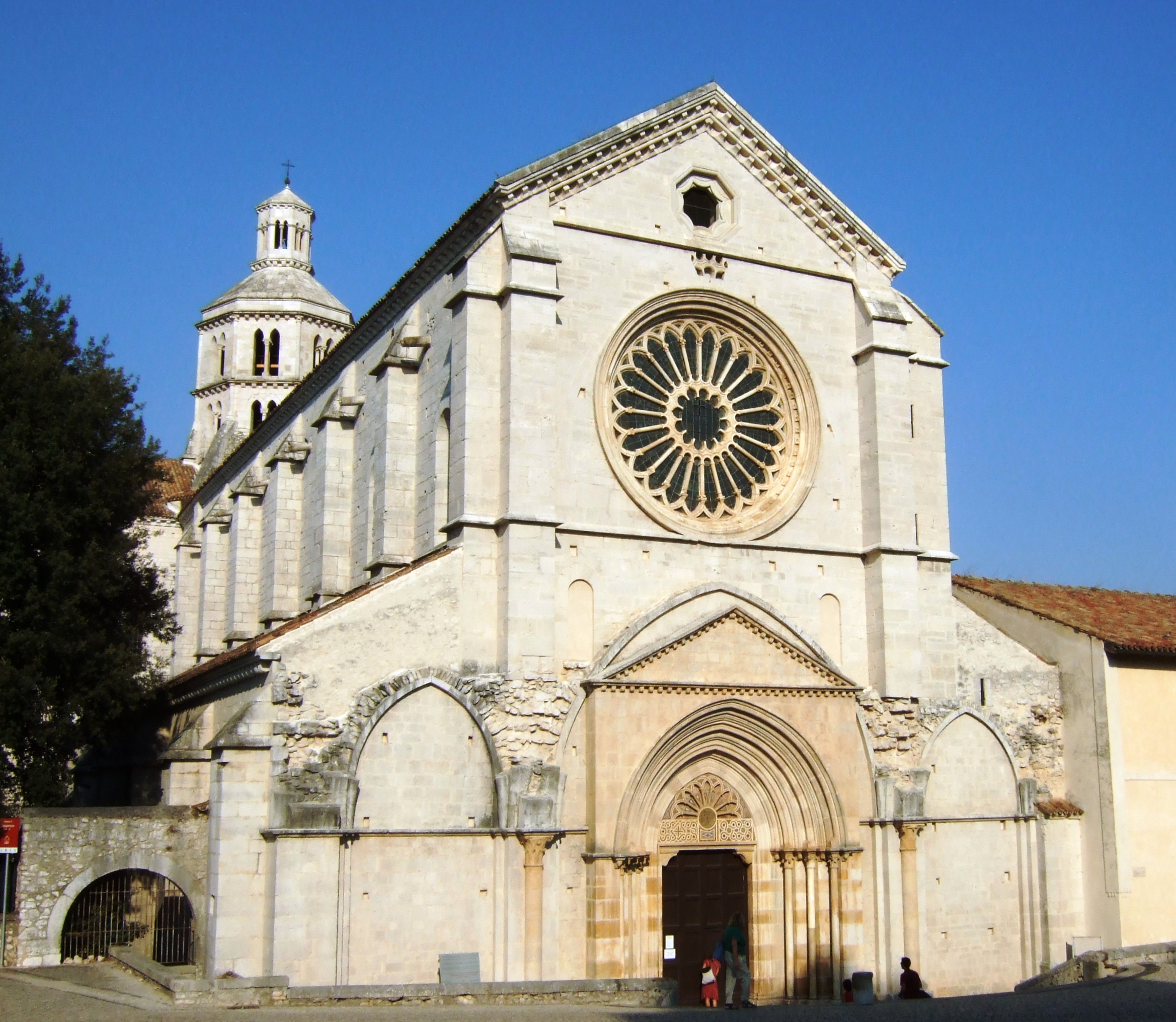
Abbazia di Fossanova, dove visse anche Tommaso d'Aquino.

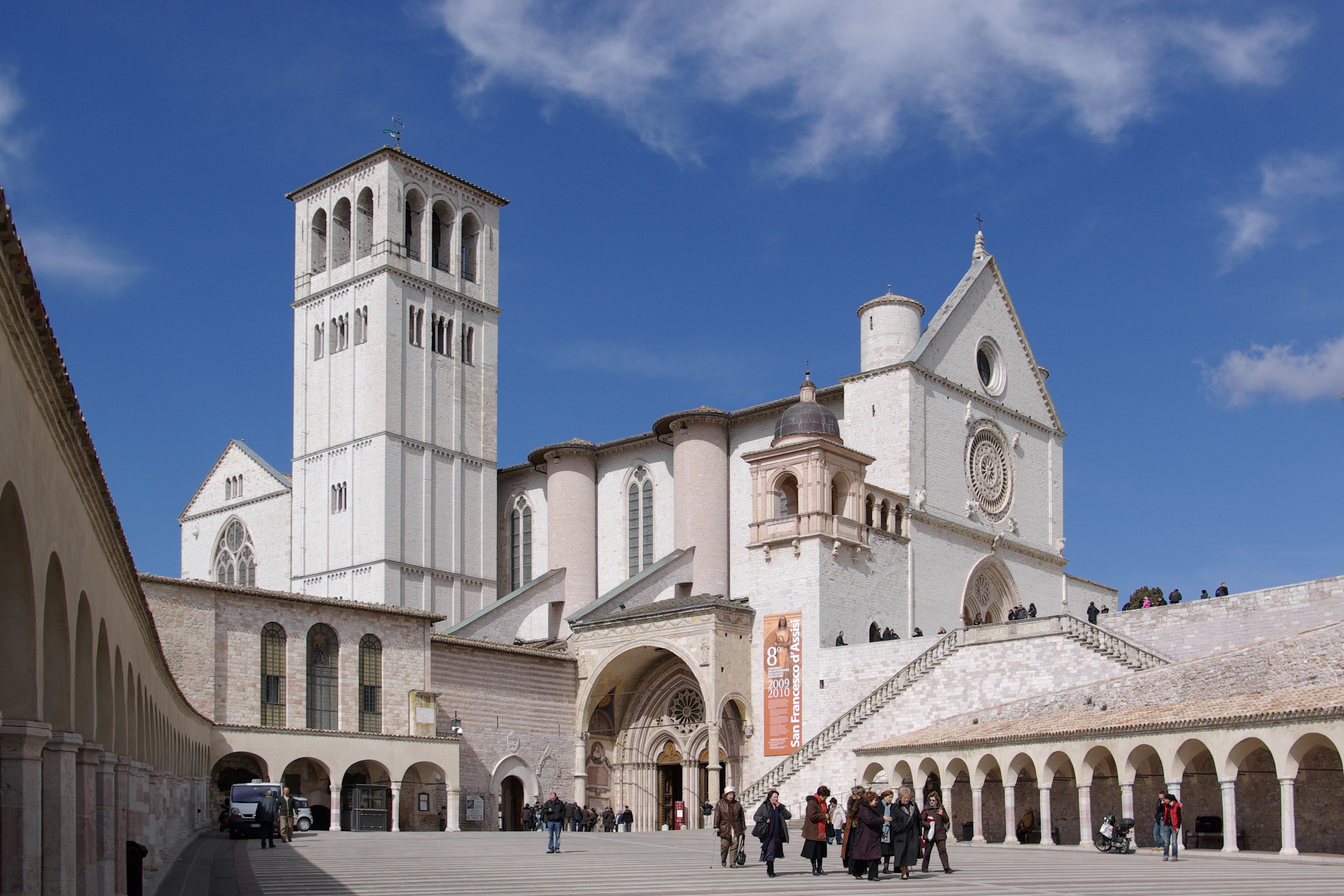
Basilica di San Francesco, Assisi.

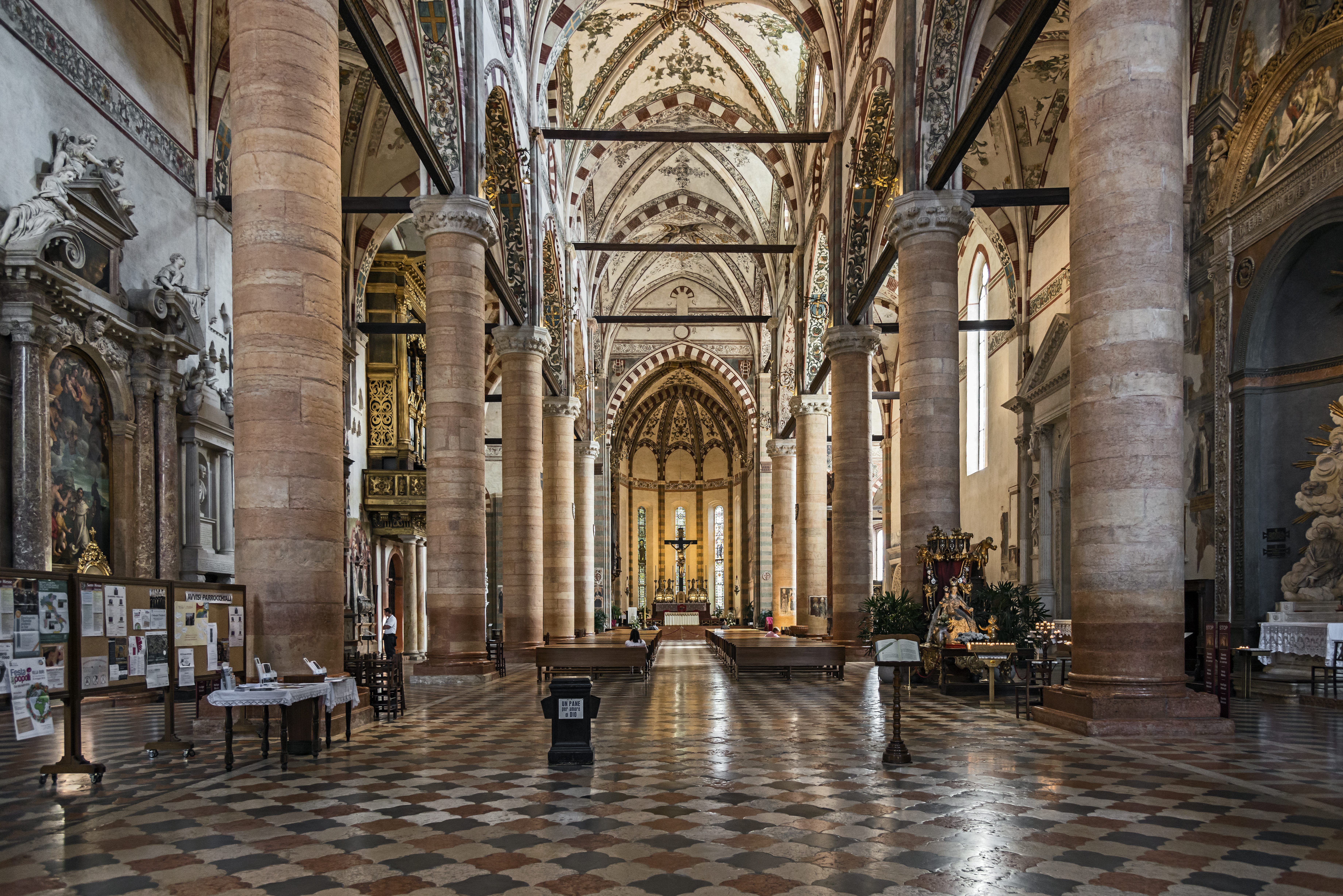
Basilica di Sant'Anastasia di Verona

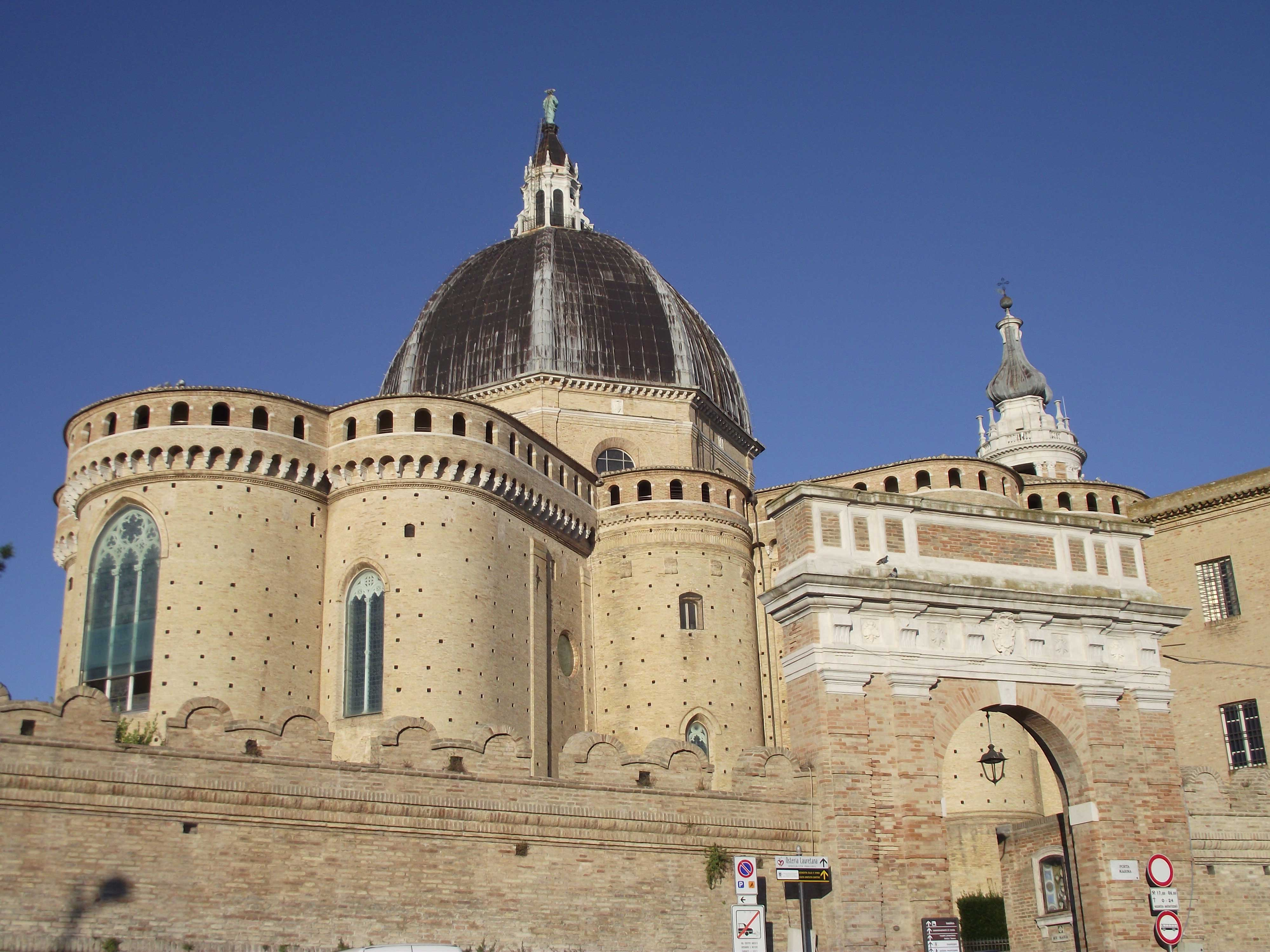
Basilica della Santa Casa di Loreto.

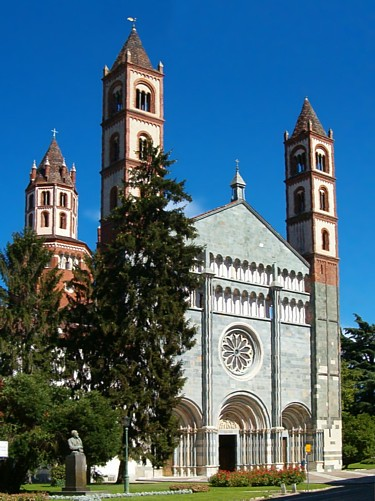
Basilica di Sant'Andrea di Vercelli.

Elenco delle cattedrali, basiliche e chiese gotiche sorte sul suolo italiano dal periodo Protogotico a quello Tardogotico
- Abbazia di Casamari
- Abbazia di Chiaravalle
- Abbazia di Chiaravalle della Colomba
- Abbazia di Chiaravalle di Fiastra
- Abbazia di Fossanova
- Abbazia di San Galgano
- Abbazia di Santa Maria in Castagnola, Chiaravalle
- Abbazia di San Martino al Cimino
- Basilica di Sant'Andrea, Vercelli
- Basilica di Sant'Antonio, Padova
- Basilica della Santa Casa, Loreto
- Basilica di San Domenico, Siena
- Basilica di San Domenico Maggiore, Napoli
- Basilica di San Domenico Perugia
- Basilica di San Francesco, Bologna
- Basilica di San Francesco, Assisi
- Basilica di San Francesco, Palermo
- Basilica di San Francesco, Piacenza
- Basilica di San Francesco, Siena
- Basilica di San Lorenzo Maggiore, Napoli
- Basilica di San Petronio, Bologna
- Basilica di Santa Chiara, Assisi
- Basilica di Santa Chiara, Napoli
- Basilica di Santa Croce, Firenze
- Basilica di Santa Maria Gloriosa dei Frari, Venezia
- Basilica di Santa Maria Novella, Firenze
- Basilica di Santa Maria dei Servi, Bologna
- Basilica di Santa Maria di Collemaggio, L'Aquila
- Cappella degli Scrovegni, Padova
- Cattedrale di Santa Maria del Fiore, Firenze
- Cattedrale di Orvieto
- Cattedrale di Siena
- Certosa di Pavia
- Chiesa dei Francescani, Bolzano
- Chiesa dei Santi Giovanni e Paolo, Venezia
- Chiesa di San Fortunato, Todi
- Chiesa di San Francesco e l'Immacolata, Messina
- Chiesa di San Francesco, Ascoli Piceno
- Chiesa di San Francesco, Pavia
- Chiesa di San Gregorio, Venezia
- Chiesa di Sant'Anastasia, Verona
- Chiesa di Sant'Elena, Venezia
- Chiesa di Sant'Eligio Maggiore, Napoli
- Chiesa di Santa Maria del Carmine, Pavia
- Chiesa di Santa Maria della Catena, Palermo
- Chiesa della Madonna dell'Orto, Venezia
- Chiesa di Santa Maria della Spina, Pisa
- Chiesa di Santa Maria Donnaregina Vecchia, Napoli
- Duomo di Aosta
- Duomo di Asti
- Duomo di Arezzo
- Duomo di Atri
- Duomo di Barletta
- Duomo di Bolzano
- Duomo di Como
- Duomo di Crema
- Duomo di Enna
- Duomo di Erice
- Duomo di Lucera
- Duomo di Merano
- Duomo di Milano
- Duomo di Monza
- Duomo di Pienza
- Duomo di Saluzzo
- Duomo di Taormina
- Duomo di Teramo
- Monastero del Sacro Speco, Subiaco

## Galleria d'immagini

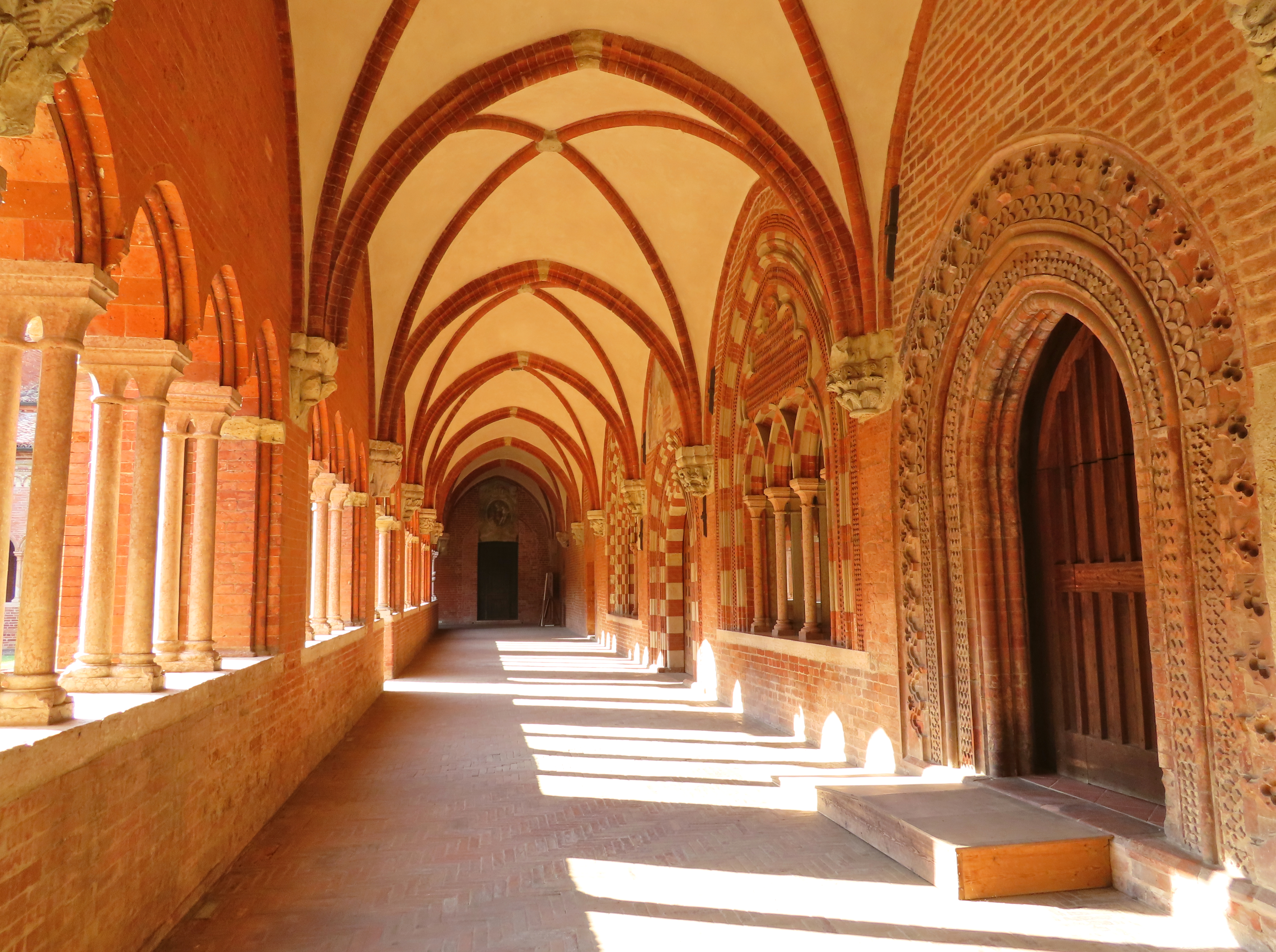
Chiostro dell'Abbazia di Chiaravalle della Colomba.
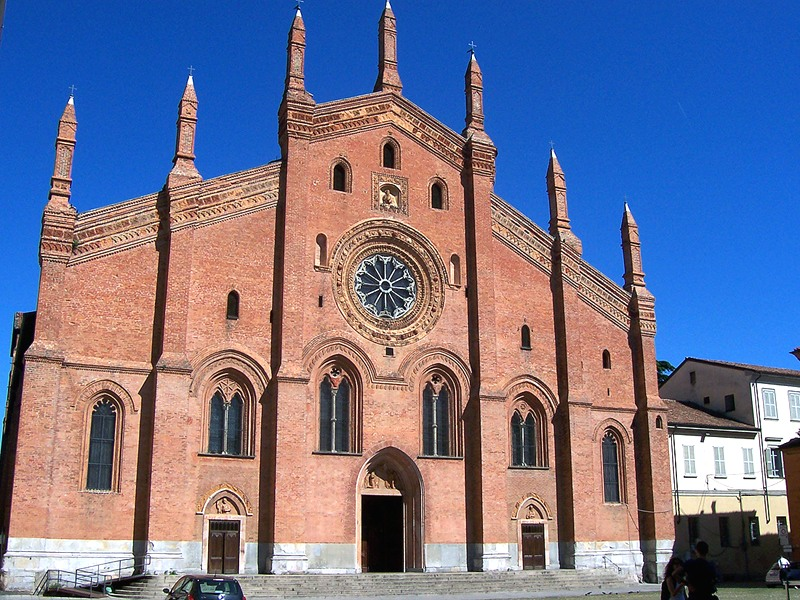
Chiesa del Carmine, Pavia.
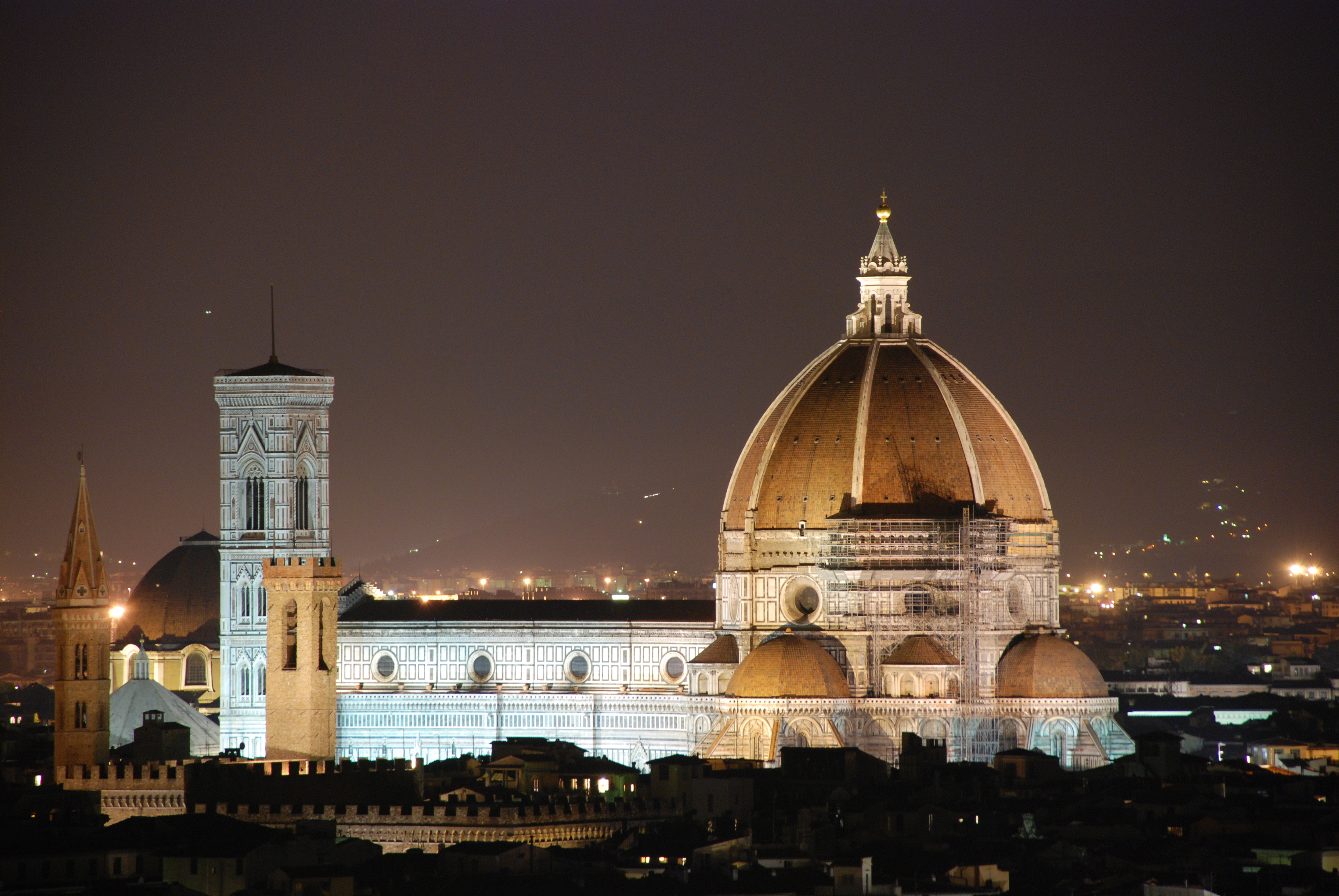
Cattedrale di Santa Maria del Fiore, Firenze.
Duomo di Firenze.
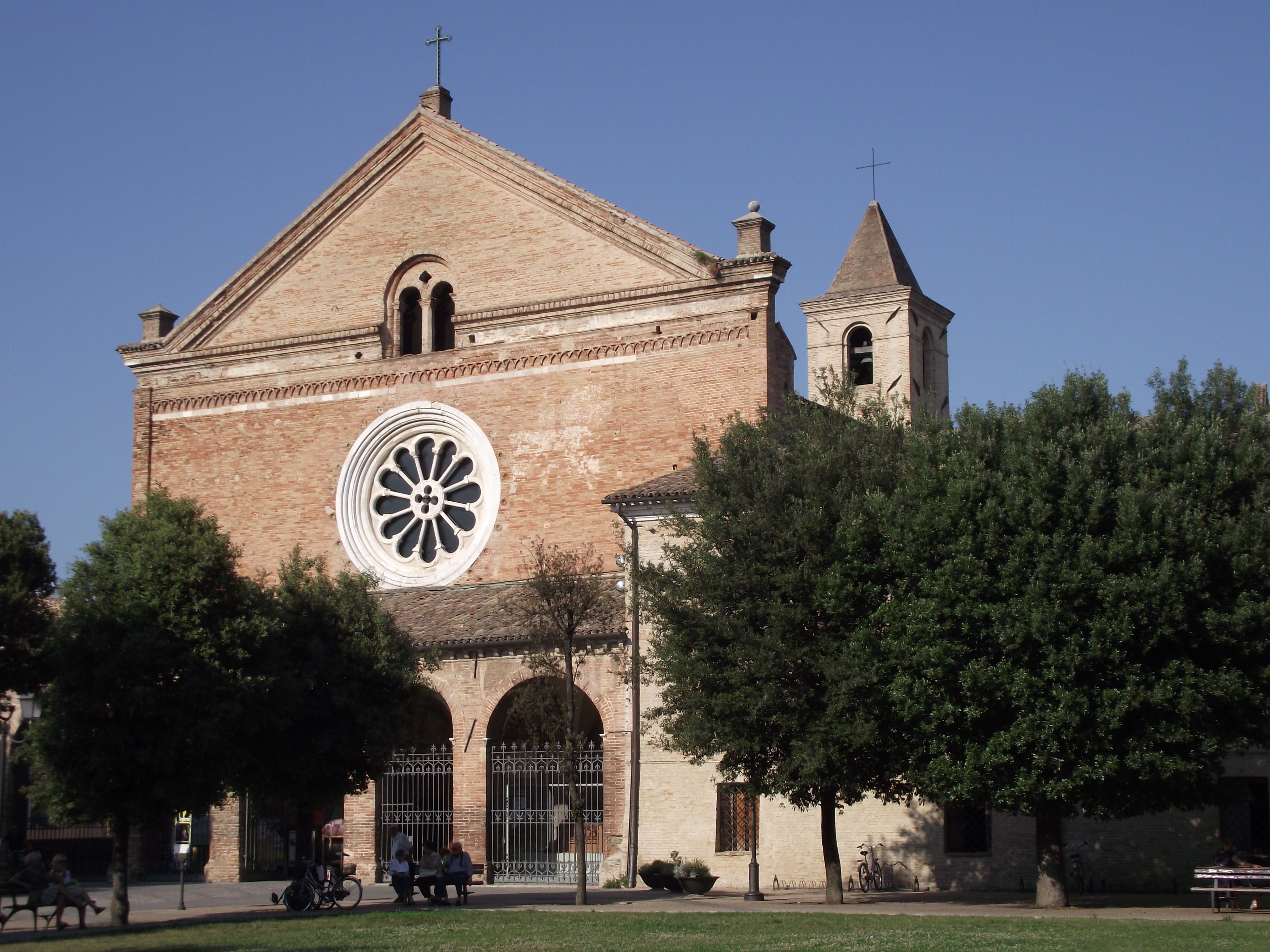
Abbazia di Santa Maria in Castagnola, Chiaravalle.
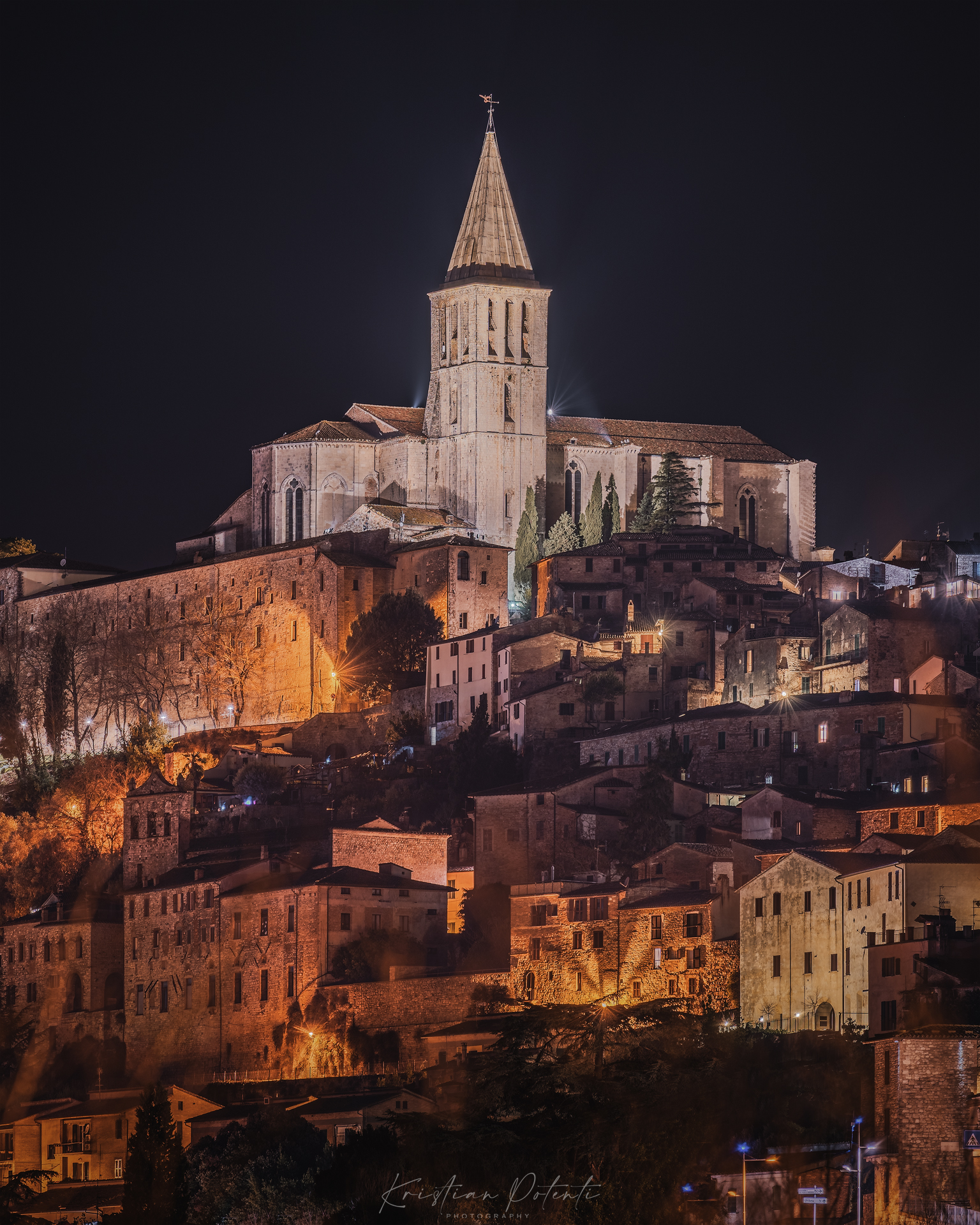
Chiesa di San Fortunato, Todi.
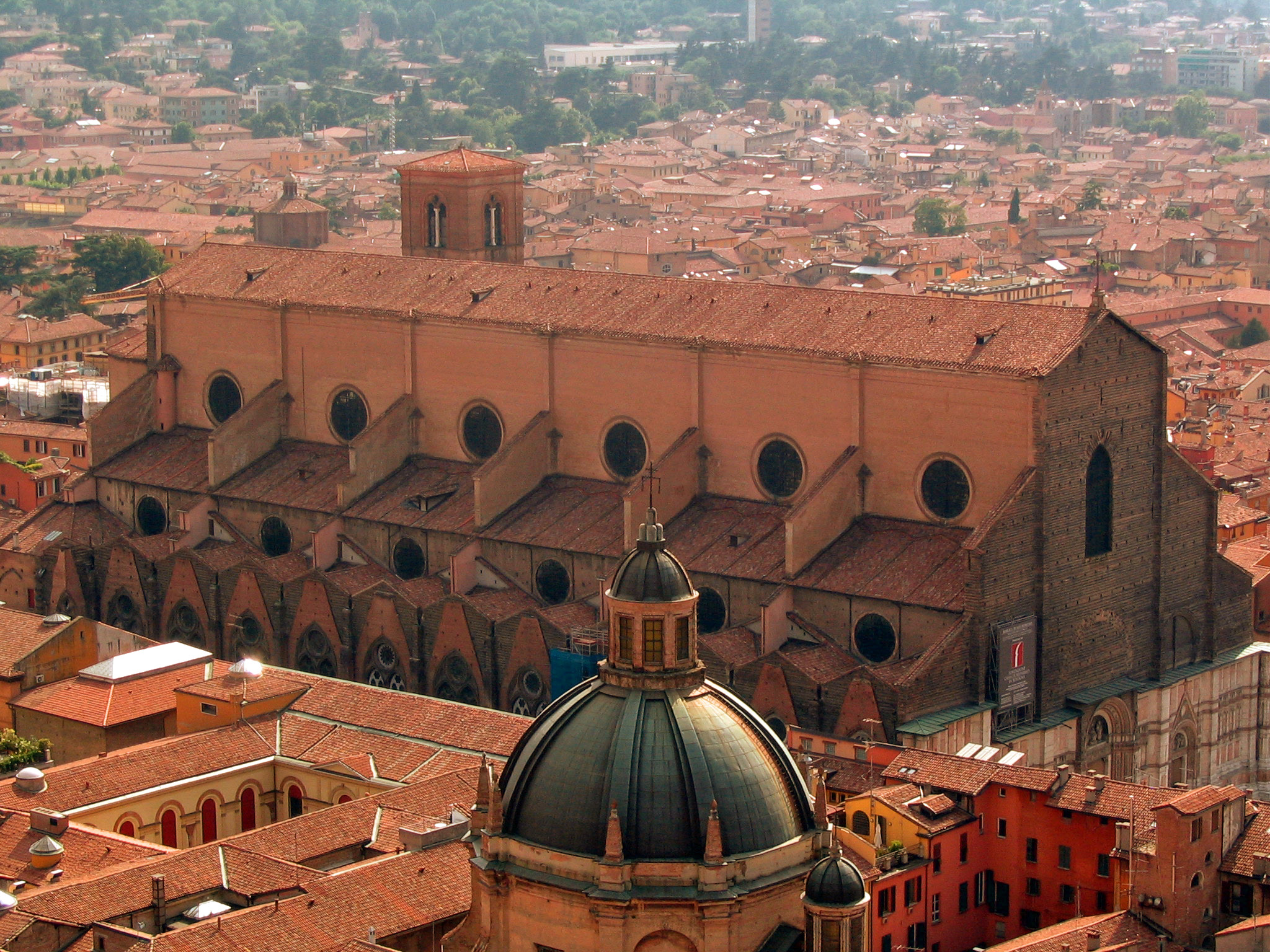
Basilica di San Petronio, Bologna.
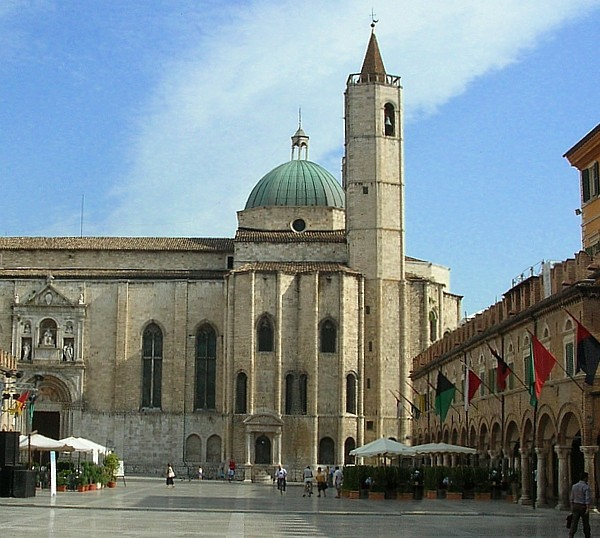
Chiesa di San Francesco, Ascoli Piceno.
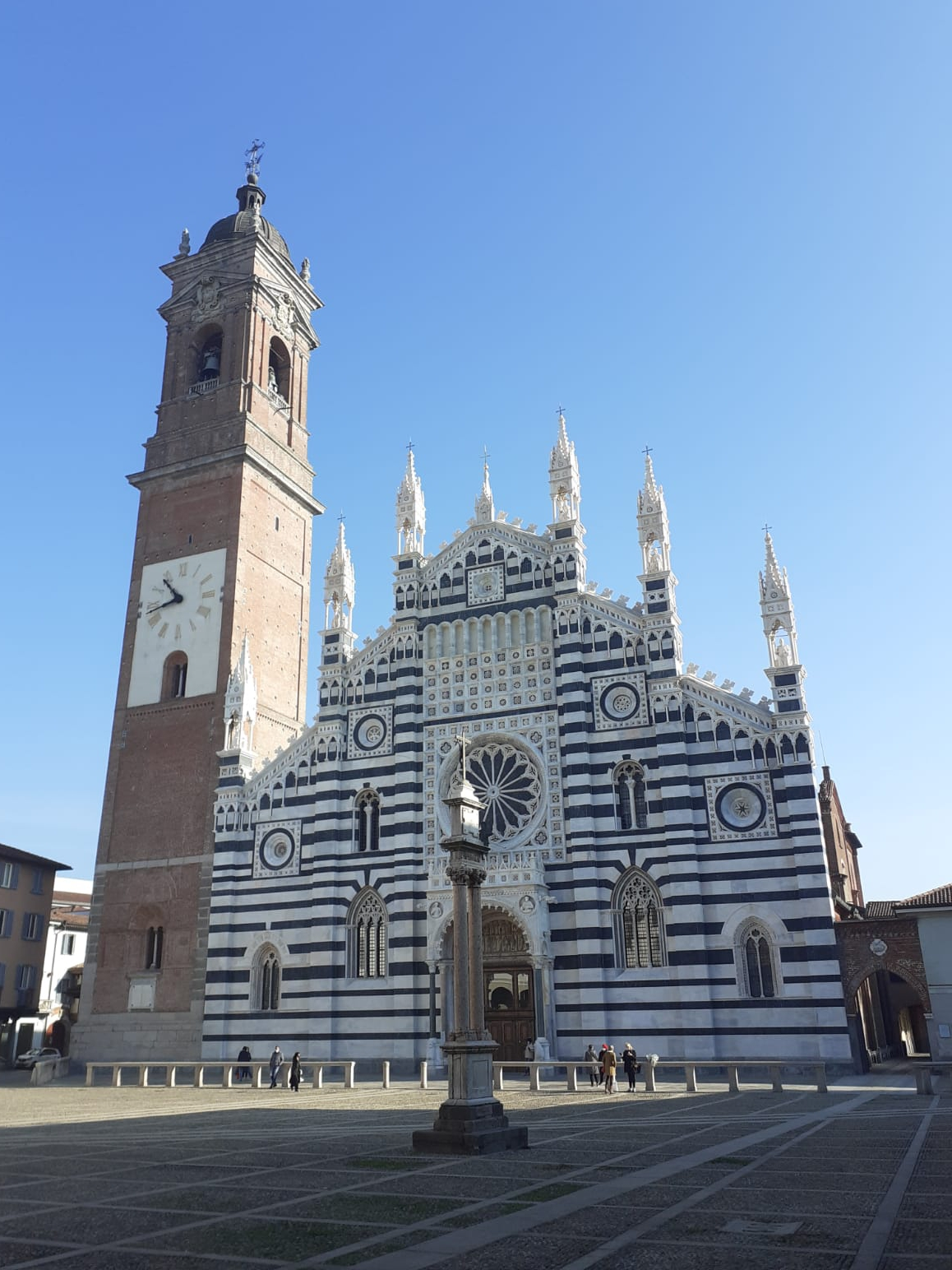
Duomo di Monza.
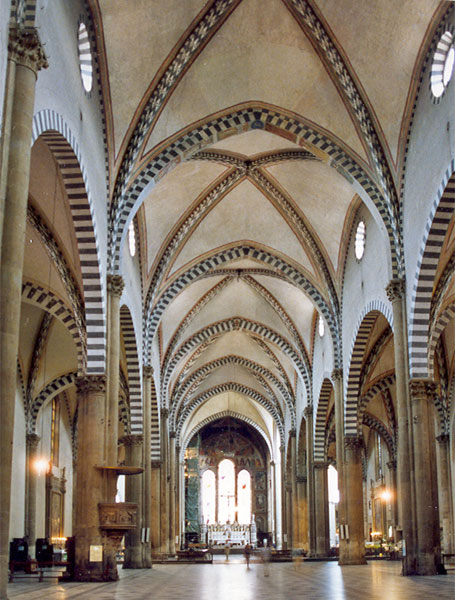
Basilica di Santa Maria Novella, Firenze.
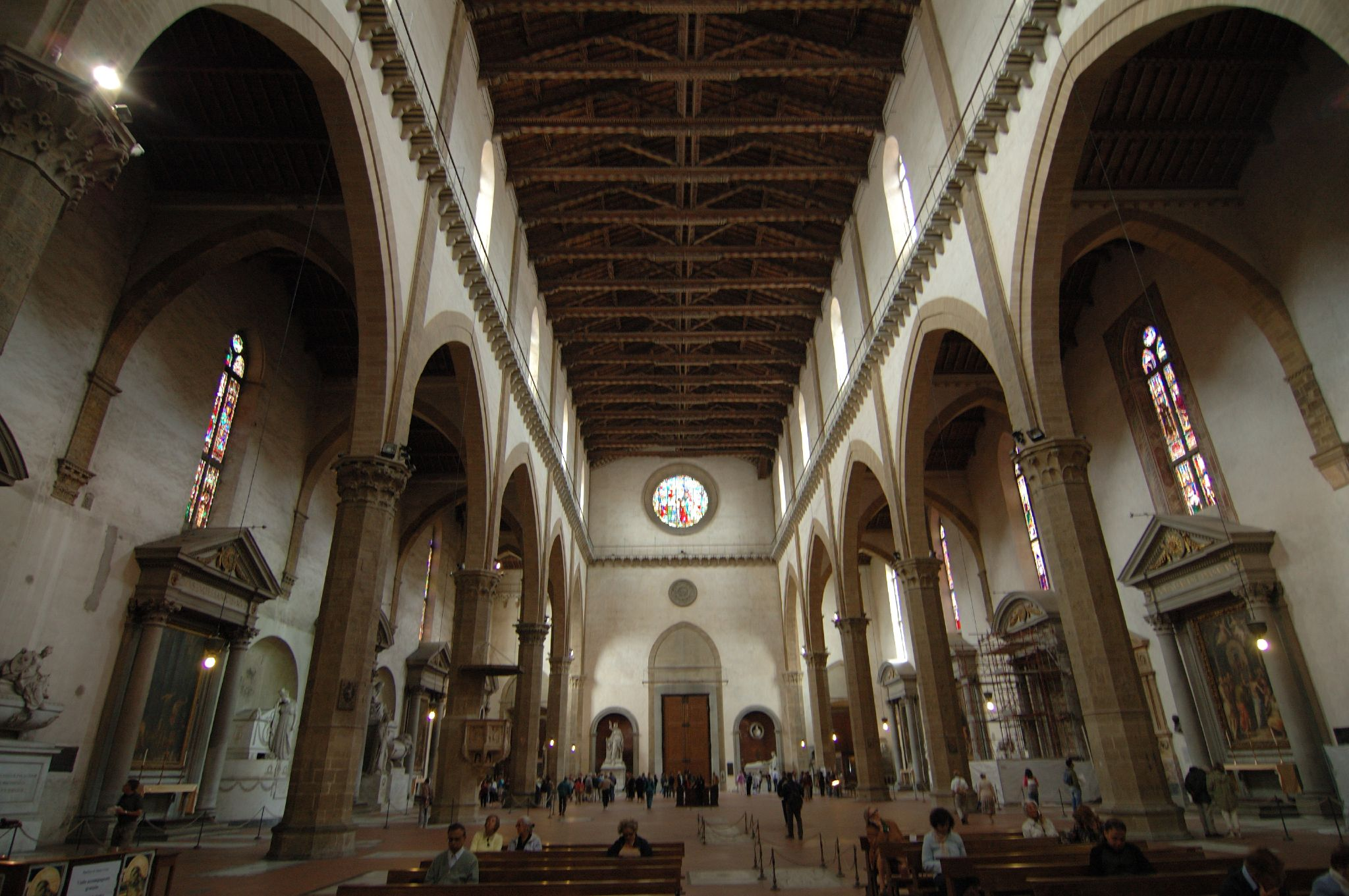
Basilica di Santa Croce, Firenze.
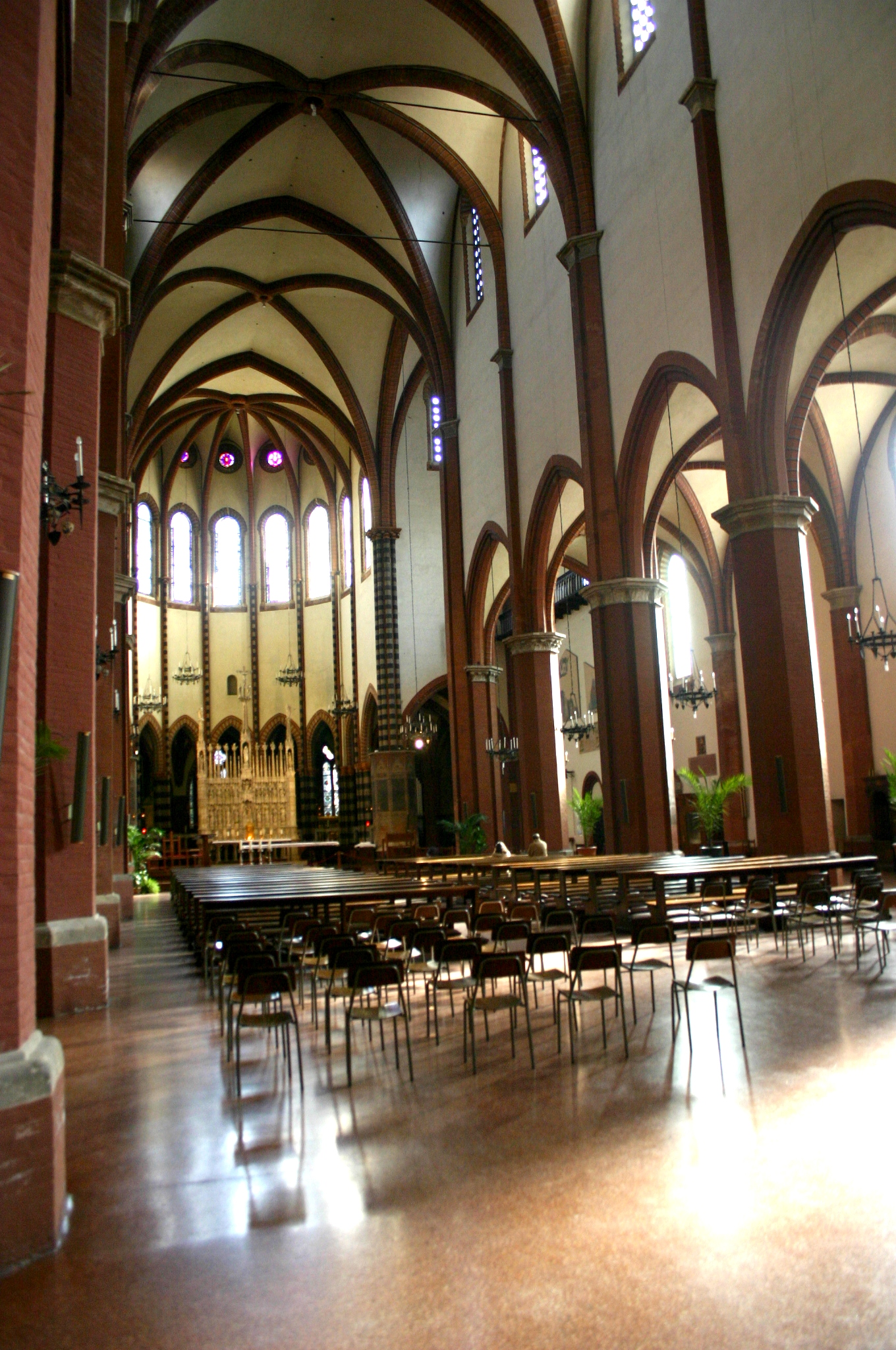
San Francesco a Bologna.
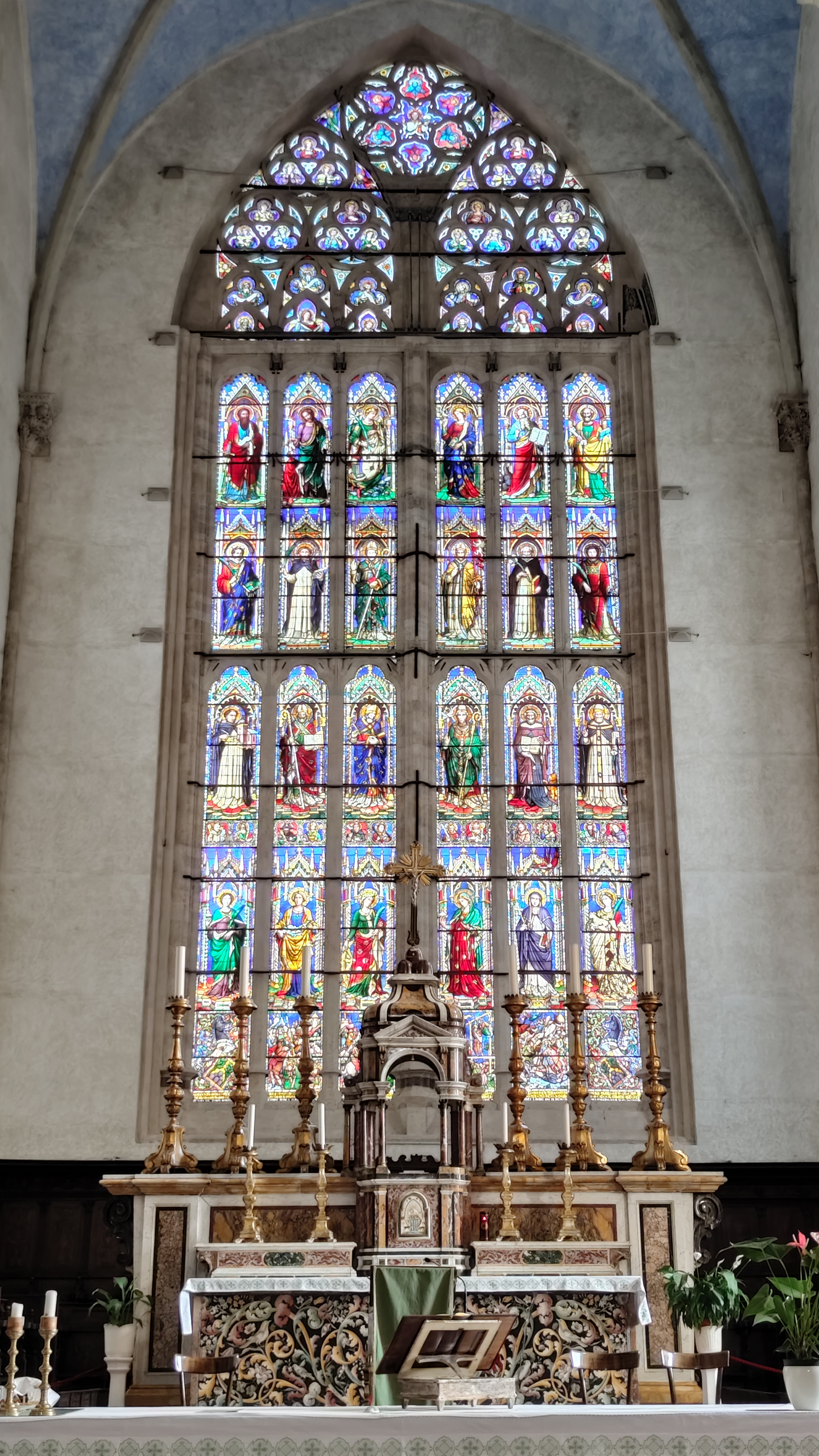
Polifora absidale della Basilica di San Domenico a Perugia
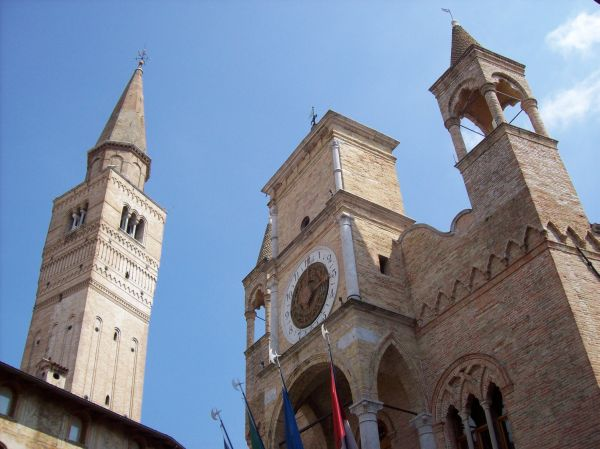
Palazzo Comunale e campanile del Duomo di Pordenone.
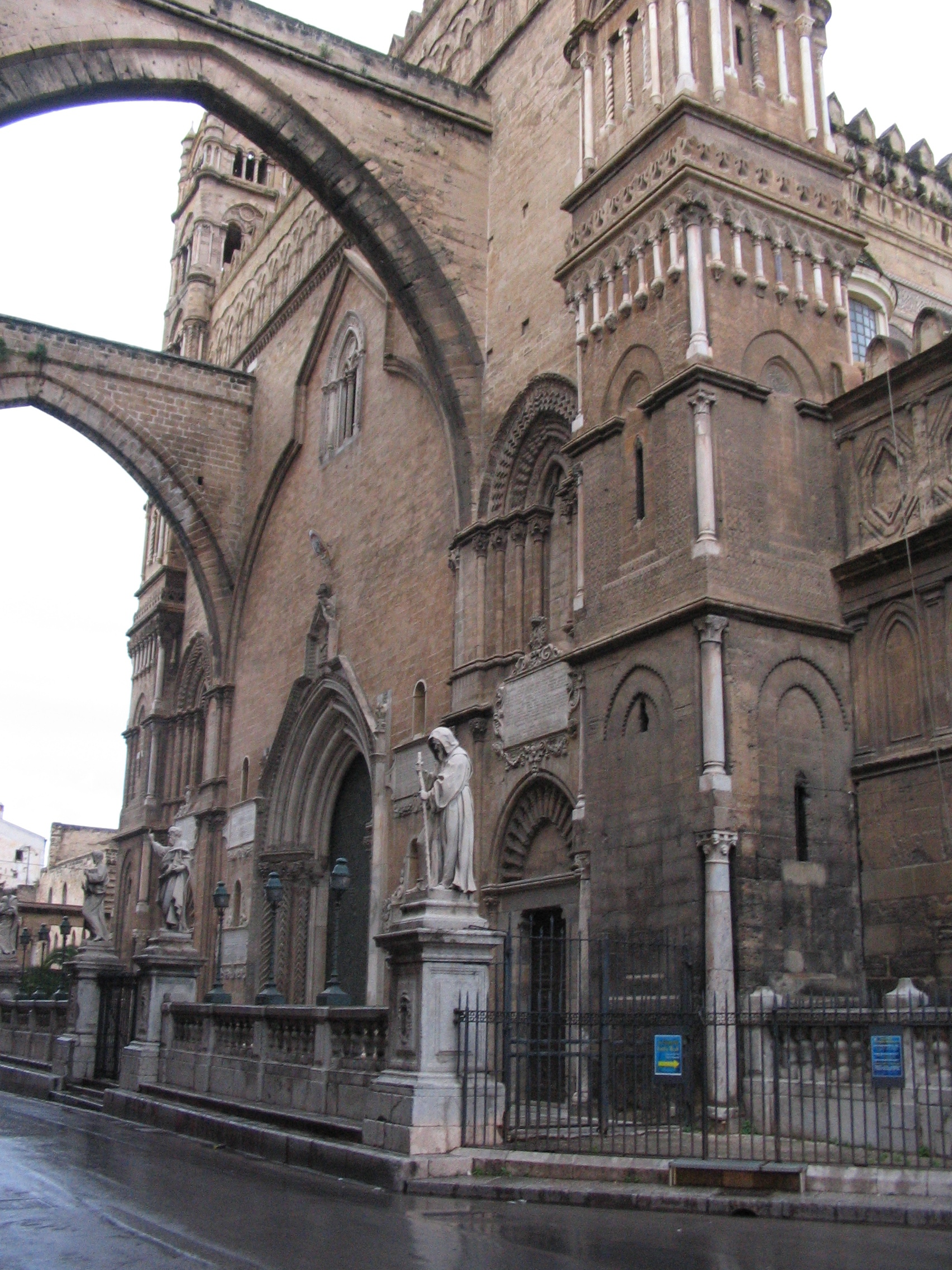
Cattedrale di Palermo.
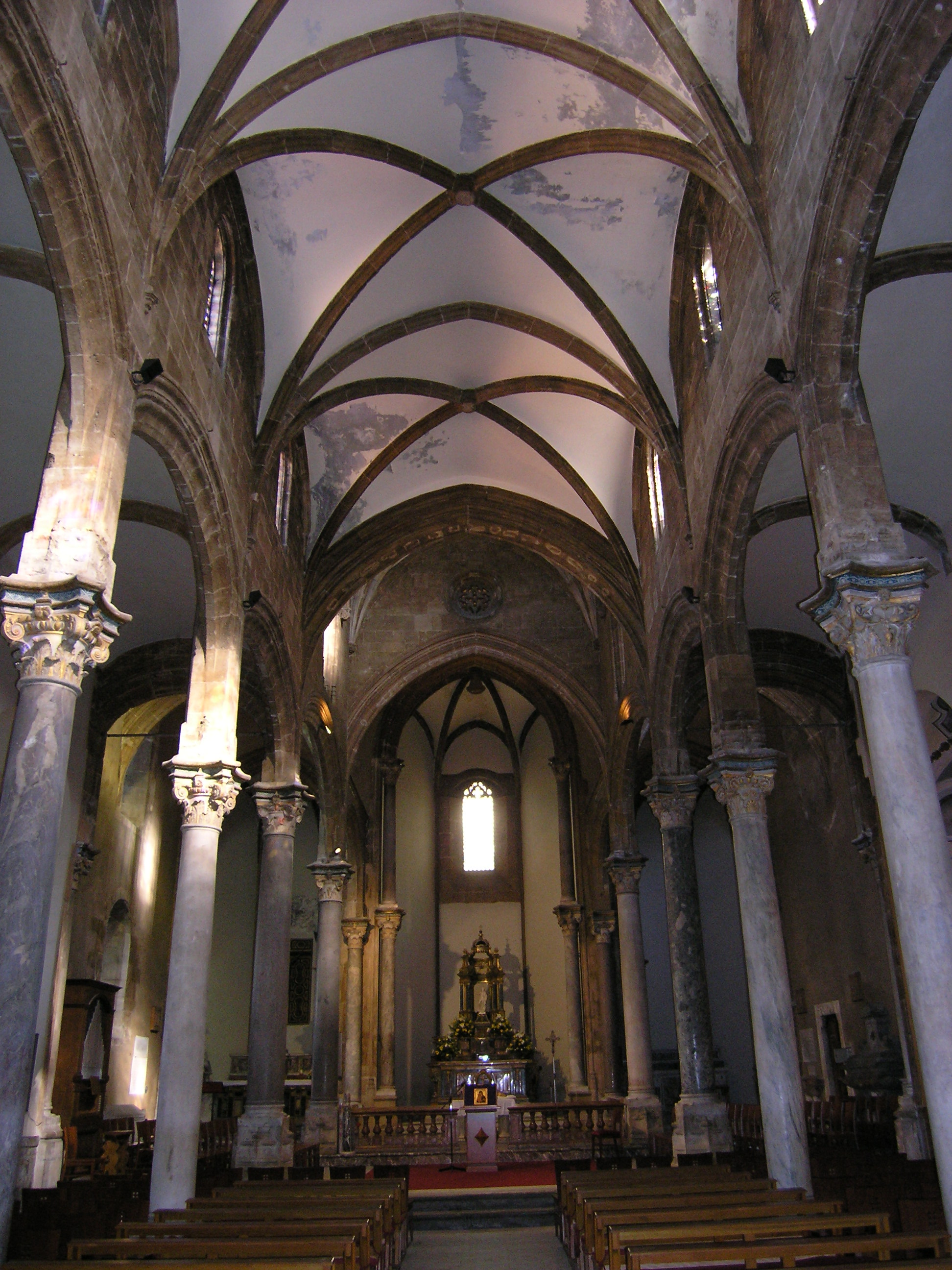
Chiesa di Santa Maria della Catena a Palermo
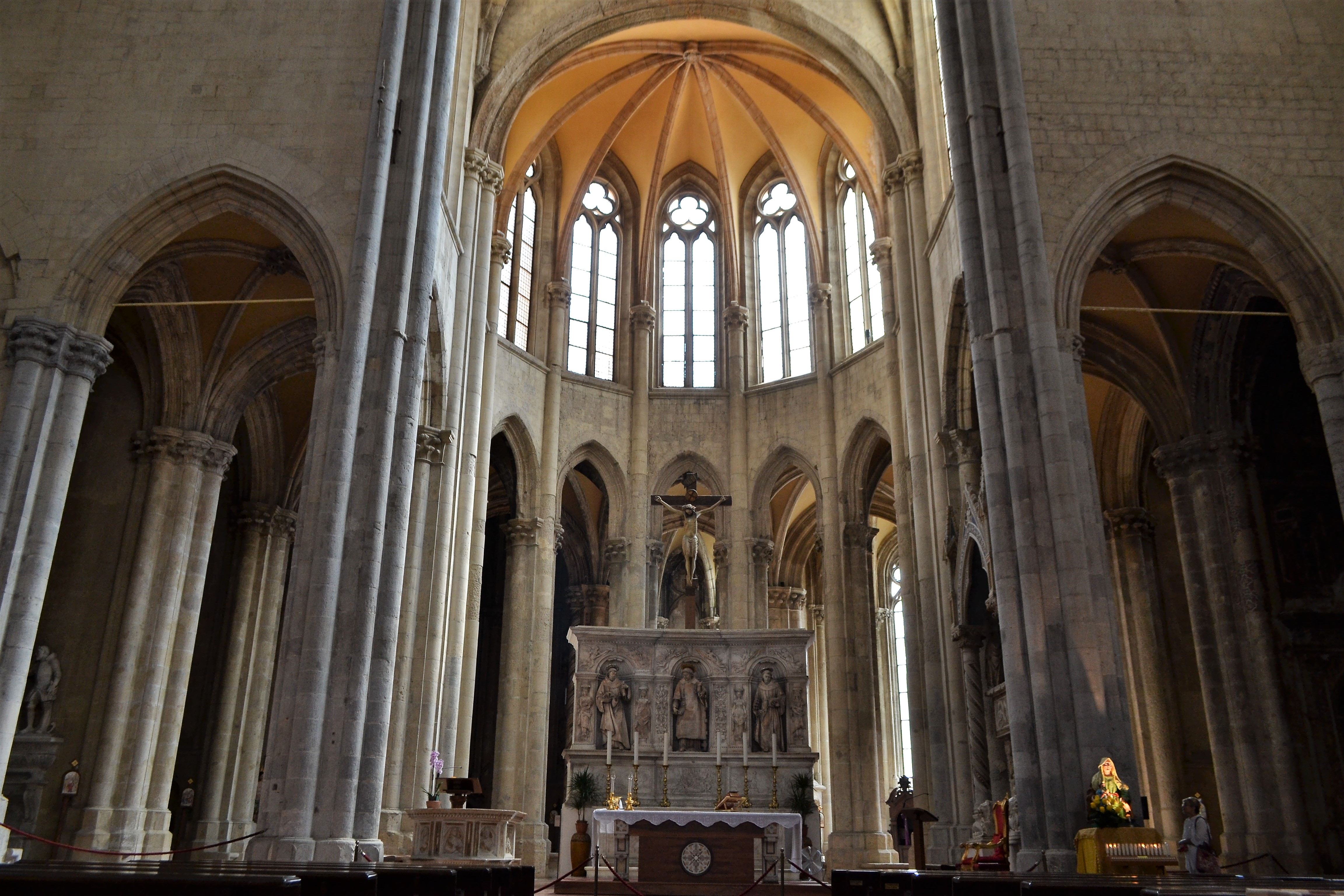
Basilica di San Lorenzo Maggiore, Napoli, XIII-XIV secolo
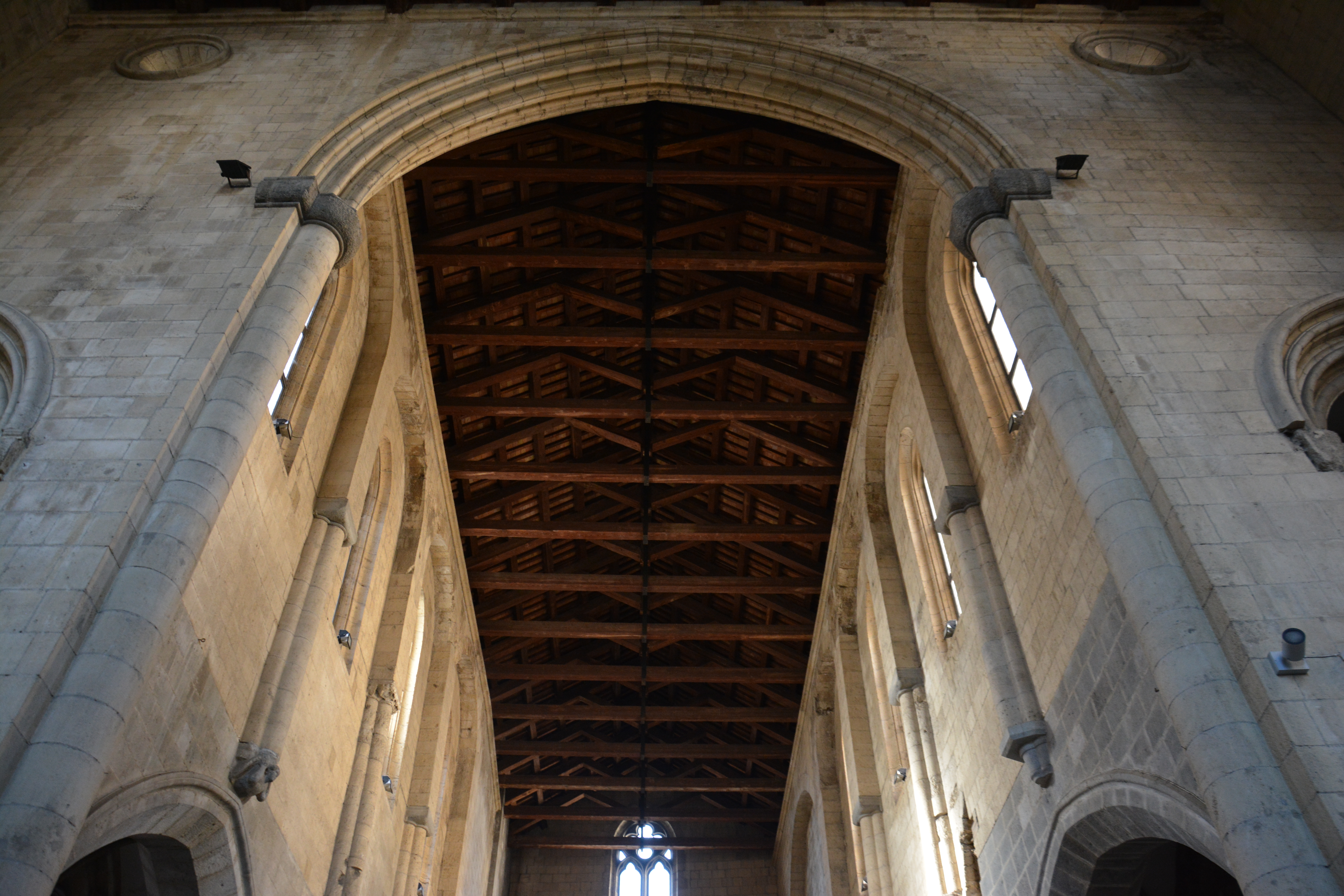
Chiesa di Sant'Eligio Maggiore, Napoli, XIV secolo
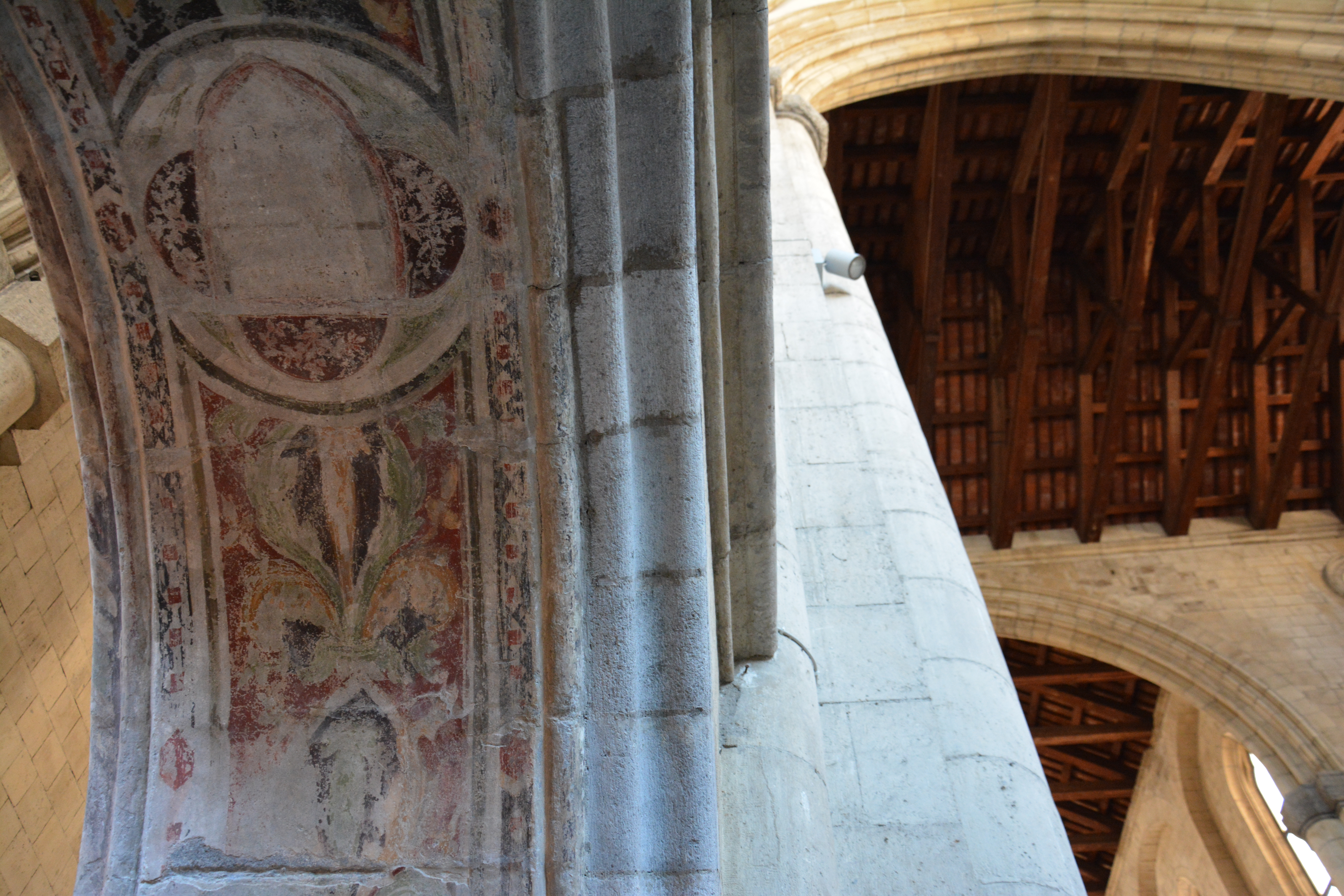
Resti di decorazioni a Sant'Eligio Maggiore, Napoli

## Le varietà di Gotico

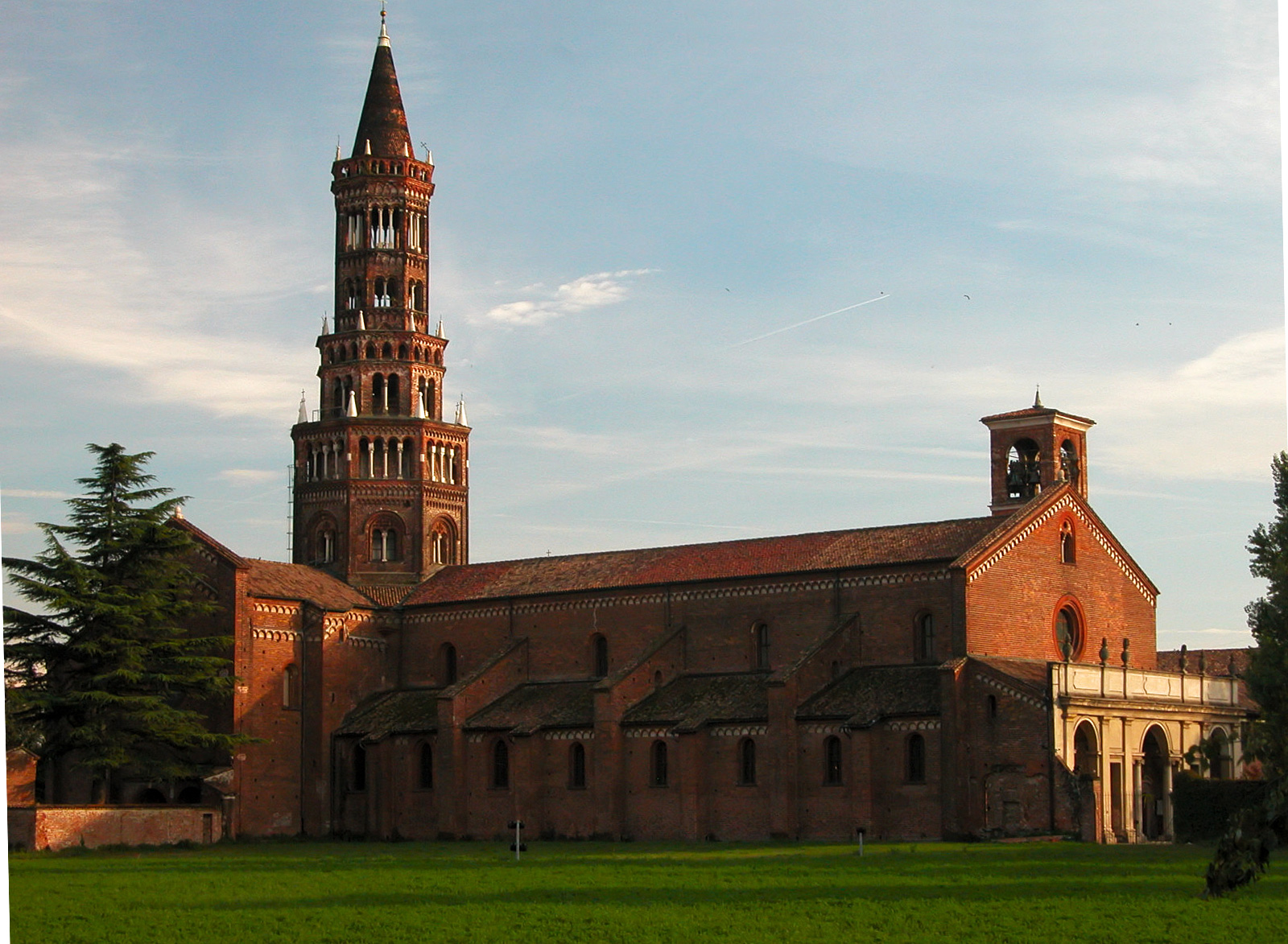
Abbazia di Chiaravalle di Milano, in stile Gotico cistercense.

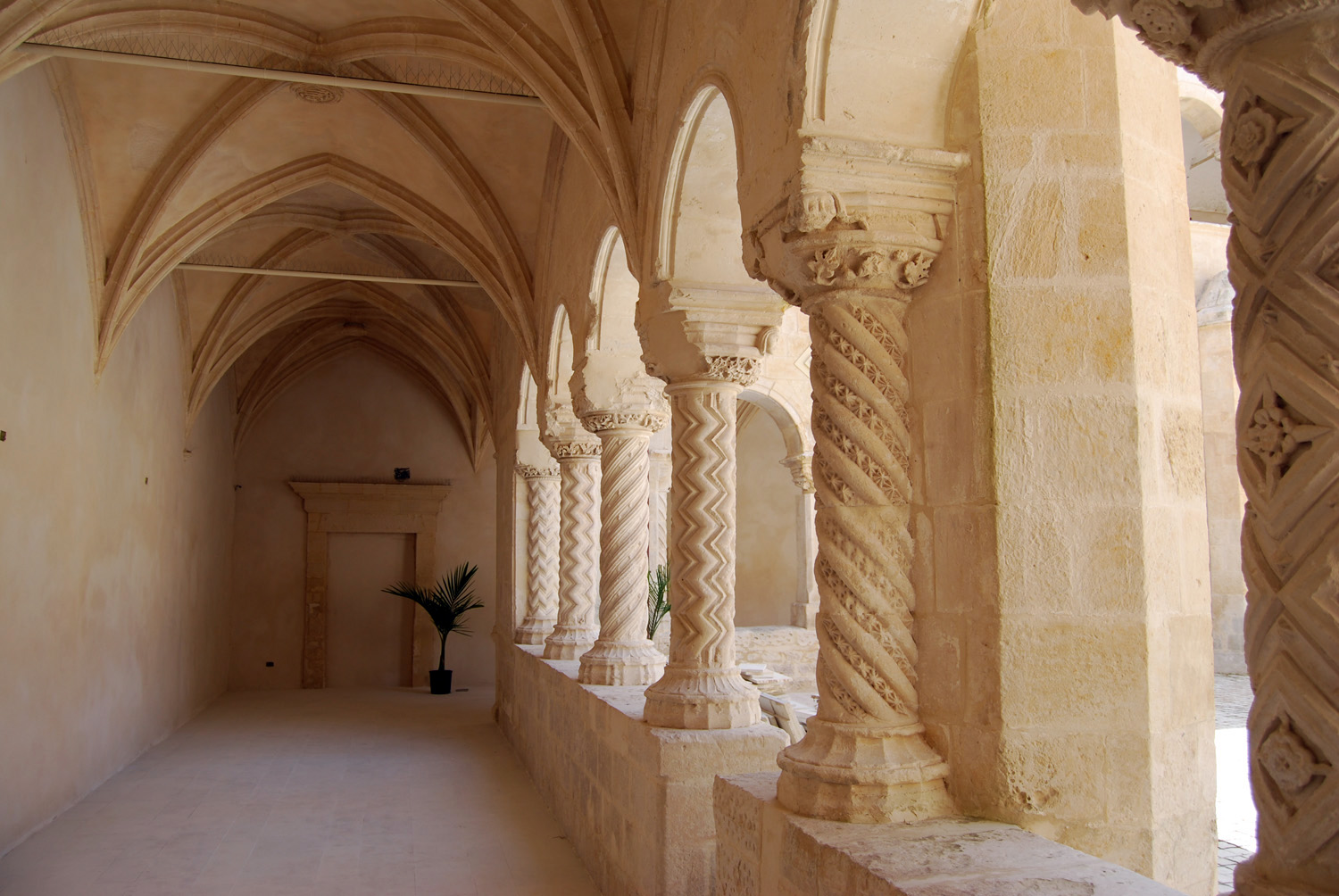
Chiostro del convento di Santa Maria del Gesù a Modica, esempio di architettura religiosa gotico-catalana.

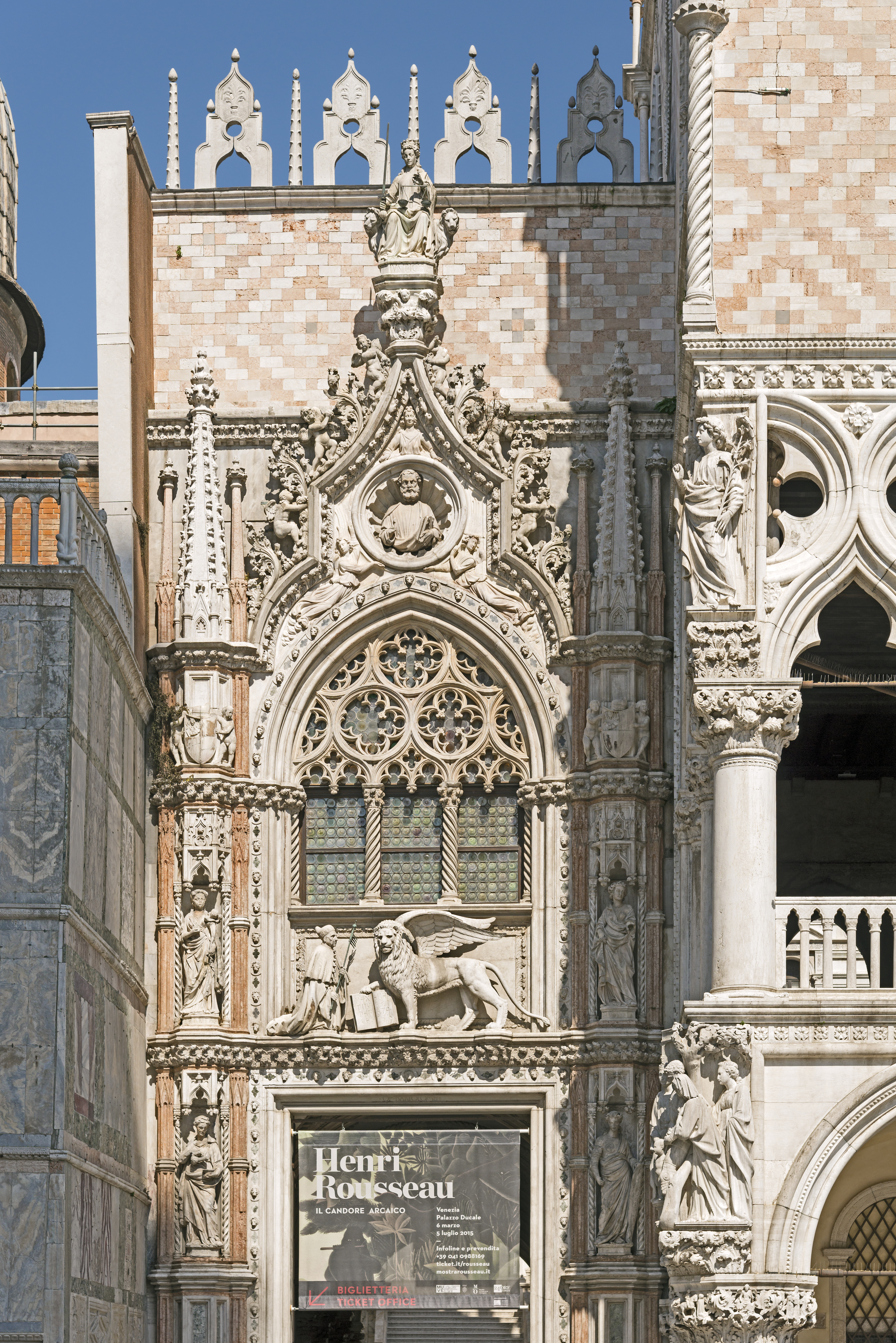
La Porta della Carta del Palazzo Ducale di Venezia.

In Italia il Gotico ha assunto svariate forme, che differiscono da zona a zona. Le prime costruzioni vennero eseguite dai Cistercensi che importarono lo stile gotico direttamente dalle loro abbazie mare della Borgogna. Ancora fortemente influenzate dallo stile romanico appaiono allora le abbazie di Chiaravalle di Milano, della Colomba, di Chiaravalle d'Ancona, di Fiastra. Caratteristica peculiare è l'uso del mattone. Subito successive appaiono quelle di Fossavova e San Galgano, che vedono assimilare il gotico nella sua interezza; senza più troppe inflessioni romaniche. Nel Regno di Sicilia, le tipologie maggiormente diffuse furono inizialmente le strutture in gotico normanno, le cui essenziali linee sono ancora mescolate a contesti tipicamente romanici. Appaiono allora elementi caratteristici dello stile, quali i contrafforti esterni a vista, le colonne ad altissimo fusto o la volta a crociera a sezione acuta. I massimi esempi sono le cattedrali di Cefalù e di Monreale. 
In Italia centrale si assiste intorno al XIII secolo alla diffusione del gotico monastico, legato principalmente alle chiese fondate dagli ordini Francescano (soprattutto) e Domenicano; caratterizzate da ambienti a unica nave. In Toscana si assiste alla maggiore frammentazione stilistica, con varietà tipizzate in ambiti territoriali più compressi, come le singole estensioni civiche. Si assiste dunque alla presenza di gusti ispirati maggiormente allo stile transalpino nel senese e contemporaneamente ad una persistenza del gusto romanico, a sua volta fortemente legato ad elementi precedenti di epoca paleocristiana, che sfocia in uno stile personalissimo e innovativo nel fiorentino. 
Nell'Italia settentrionale il romanico influenza ancora con l'uso del mattone e il repertorio plastico dei maestri comacini. 
Verso la fine del periodo dello stile architettonico si assiste invece ad un fenomeno di internazionalizzazione, legato ai maggiori nuclei politici del tempo, la fine del XIV e per tutto il XV secolo: la Spagna e la Francia. Quindi si assiste alla diffusione del gotico catalano nelle aree di influenza Aragonese nel sud Italia e del gotico fiammeggiante in quelle francesi. 
Originale è la soluzione adottata dal gotico veneziano che fonde elementi del fiammeggiante con elementi romanici e greco-bizantini. Stile che domina nell'alto Adriatico, area di influenza della Serenissima, dall'Istria e Dalmazia alla Repubblica marinara di Ancona.
Di seguito una sintesi delle principali tipologie di gotico diffuse in Italia in ordine cronologico.
- Gotico cistercense: il primo tipo di Gotico che riuscì a penetrare in Italia, ancora legato al Romanico. Esempio: Abbazia di Chiaravalle, Milano.
- Gotico francescano: gotico caratterizzato dall'ampiezza delle chiese, spesso a navata unica, per contenere sempre più fedeli. Esempio: Basilica di San Francesco d'Assisi.
- Gotico senese: stile molto legato al gotico francese, caratterizzato da una preziosità ed un'esuberanza decorativa, da facciate ricche di elementi gotici transalpini (cuspidi, pinnacoli, ghimberghe) e dallo slancio verticale degli edifici. Esempio Duomo di Siena, Duomo di Orvieto.
- Gotico fiorentino: all'inizio caratterizzato dalla semplicità degli edifici, in seguito assumerà un aspetto prezioso ed esuberante. Caratteristica degli interni è il vuoto aereo delle navate e lo slancio verticale. Esempi Cattedrale di Santa Maria del Fiore, Basilica di Santa Croce, Basilica di Santa Maria Novella.
- Gotico catalano: il gotico tipicamente spagnolo penetra in Italia mediante i domini aragonesi. Appartenente a edifici dalla fine del XIII fino al XVI secolo, caratterizzato da ampi archi a tutto sesto evidenziati da spesse cornici rette da mensoloni aggettanti, spesso inquadrati da un'altra cornice rettangolare, detta alfiz. Esempio il campanile della Cattedrale di Piazza Armerina. Esiste una variante tipica dell'area a sud-est della Sicilia, il cosiddetto gotico chiaramontano, che prende il nome dalla famiglia Chiaramonte, principale feudataria della zona. Tale variante è in parte leggibile anche in alcuni edifici civili a Naro, Alcamo, Caccamo e negli altri territori già feudi dei medesimi.
- Gotico lombardo: caratterizzato dall'uso del mattone come materiale da costruzione, da possenti contrafforti e dalle decorazioni in cotto (fa eccezione il duomo di Milano, in marmo di Candoglia e in stile gotico fiammeggiante) Esempi basilica di San Francesco di Bologna, chiesa del Carmine di Pavia.
- Gotico veneziano: caratterizzato dall'adozione del Gotico fiammeggiante, con complicati e spettacolari decorazioni a traforo, fogliame scolpito, ricchezza di statue ed uso di marmi. Esempi la facciata della Basilica di San Marco, la Porta della Carta, i portali di Giorgio da Sebenico di Ancona.

## Architettura

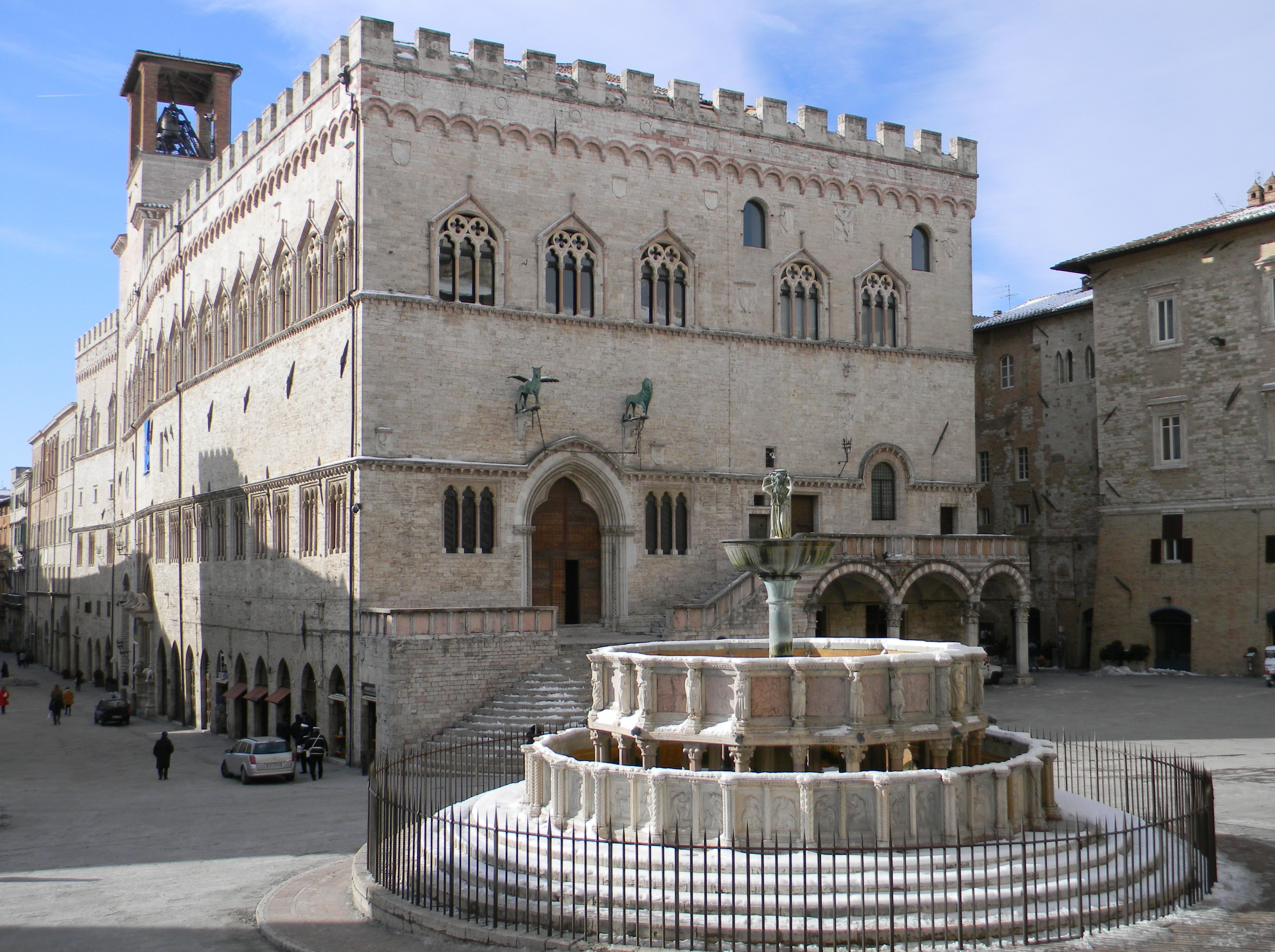
Il Palazzo dei Priori e la Fontana Maggiore di Perugia.

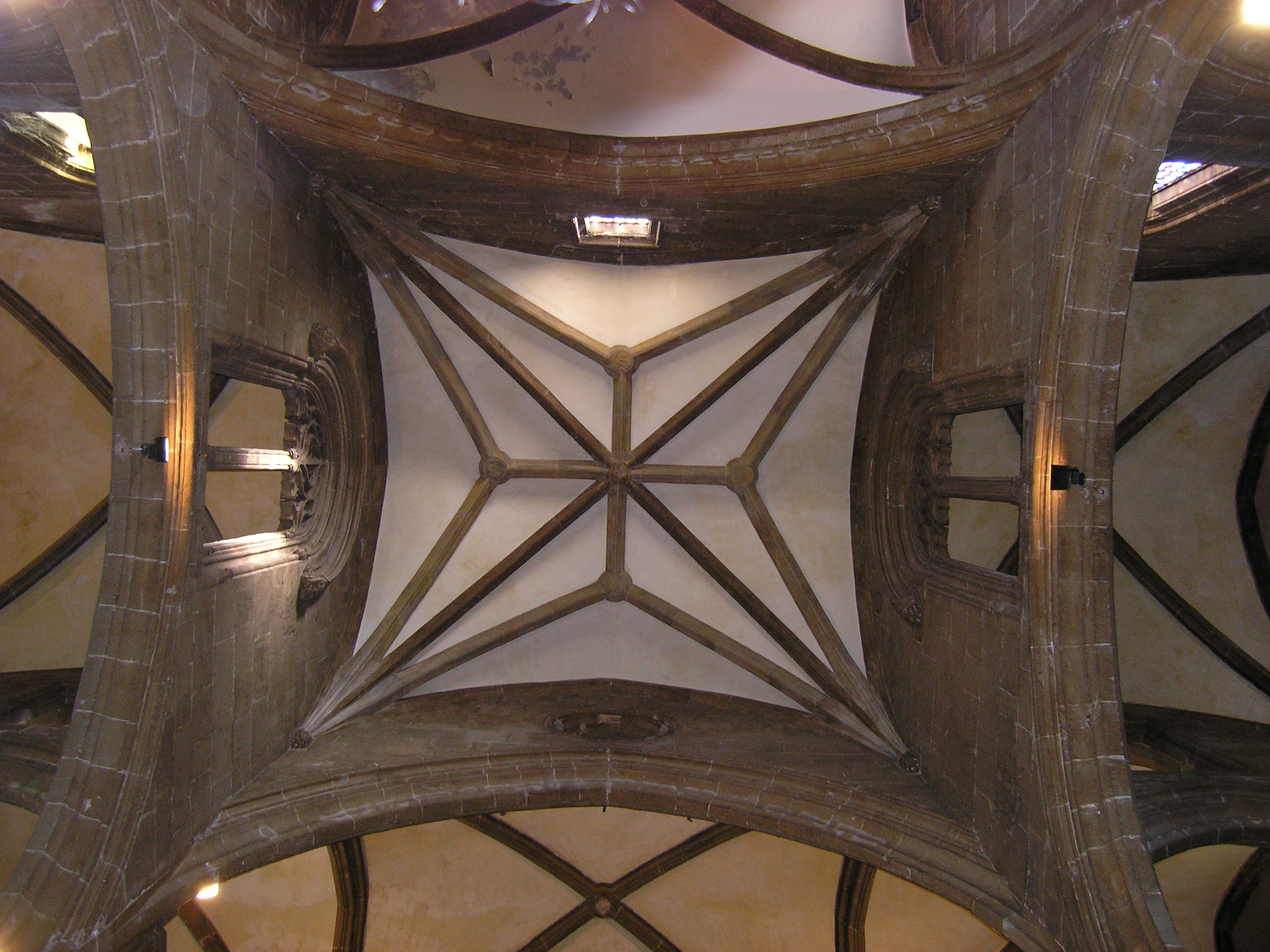
Volta costolonata (Palermo, chiesa di Santa Maria della Catena).

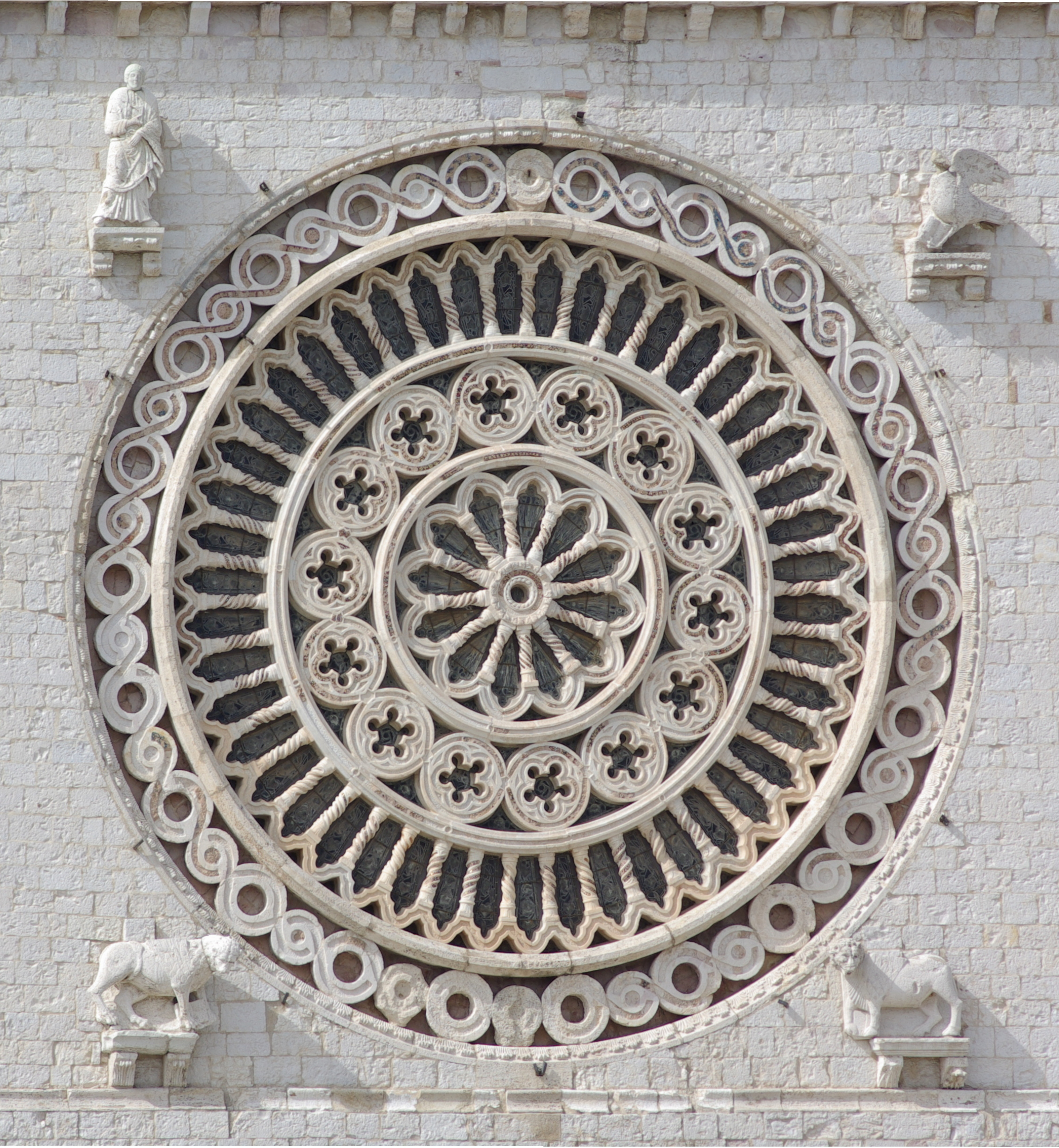
Rosone (basilica di San Francesco d'Assisi).

L'architettura delle chiese gotiche italiane è molto varia. Le differenze tra il gotico italiano e il gotico transalpino ed europeo sono principalmente l'uso di decorazioni e fregi in marmi e pietre policromi, assente in altre parti d'Europa dove è preferito il marmo monocromatico; l'uso del "materiale nobile" anche in facciata, piuttosto che la sola pietra; il gusto classicista e l'attenzione all'armonia e all'equilibrio tra gli elementi che "frena" l'espansionismo verticale gotico; le grandi vetrate e il principio di annullamento delle pareti, capisaldi del gotico francese, furono rimpiazzati nel gotico italiano da decorazioni ad affresco o talvolta da tardi mosaici. Nello stile italiano, alle grandi altezze raggiunte altrove si privilegiava l'ampiezza della campata, che dava armonia e vivibilità all'interno, eccettuate rare occasioni, come la basilica di Santa Chiara a Napoli, il Duomo di Firenze, San Petronio di Bologna o il Duomo di Milano.
Le maggiori rappresentazioni del gotico in Italia si vedono più nelle strutture civili che in quelle religiose, evidente segno dello spirito essenzialmente municipale italiano; difatti costruzioni quali il Palazzo Vecchio a Firenze, Il Palazzo Pubblico di Siena, il Palazzo dei Priori di Perugia, il Gotico  di Piacenza o il Palazzo Comunale di Pordenone, parrebbero confermare tale spirito. Dall'altro campo,  un forte legame con il passato, spesso - come a Roma, a Siracusa e nelle principali città di antica fondazione - ancora evidente nei monumenti e nelle vestigia non ancora perdute, gli architetti si trovavano necessariamente a confrontarsi e a mescolarsi, come nel Castello Maniace di Siracusa.
L'architettura gotica italiana dunque si trova a metà tra elementi prettamente passati, come l'uso dell'affresco o l'uso delle navate basse e larghe spesso a unica campata, ed elementi transalpini che vengono citati, ma non necessariamente assimilati, come le guglie, i contrafforti, gli archi rampanti, le vetrate. Un esempio unico è rappresentato nel Regno di Napoli angioino dove operarono maestranze francesi. Gli archi rampanti e i contrafforti venivano sovente celati, camuffati o del tutto eliminati. Così la Basilica di San Francesco ad Assisi presenta originalissimi ed eleganti avancorpi semicilindrici che sostituiscono le robuste forme rettangolari dei contrafforti, mentre nella basilica di Santa Maria Novella per evitare di usare archi rampanti esterni, si impostarono le chiavi di volta della navata centrale più in alto rispetto agli archi laterali, deviando così la spinta laterale della volta verso il basso. In Santa Croce Arnolfo di Cambio impostò sulle immense arcate e sulle finissime pareti della navata centrale una copertura a capriate senza l'ausilio di contrafforti. Spesso inoltre si adotta una pianta rettangolare per le campate delle navate laterali, a differenza di quelle quadrate della navata centrale per diminuire la spinta laterale e non usare archi rampanti.
Un'altra caratteristica dell'architettura gotica in Italia è la muratura. Se in Francia la parete è man mano del passare dei secoli quasi totalmente abolita per far posto ad ampie vetrate colorate da dove deve filtrare la luce, in Italia si presentano ampie pareti con finestre non eccessivamente grandi, ma opportunamente lavorate per far entrare sufficiente luce, solitamente per non rinunciare alle vaste e continue superfici su cui affrescare grandi cicli pittorici. La necessità di ampie superfici pittoriche trova la sua massima espressione nella basilica di San Francesco d'Assisi, dove le pareti non hanno alcuna funzione strutturale, ma sono erette appositamente per il grande ciclo d'affreschi che le decorano. Le spesse pareti inoltre avevano il vantaggio di mantenere una temperatura costante d'estate e d'inverno. Le rare eccezioni sono ancora la basilica di San Francesco a Bologna, la basilica di Santa Chiara a Napoli o il comparto absidale del Duomo di Enna.
Anche nella distribuzione interna degli spazi il gotico italiano tende a preferire stilemi più arcaici, come l'ariosità interna garantita da pochi pilastri o da colonne sostenenti larghi e bassi archi. I rari esempi sono per lo più fortemente influenzati dalle architetture francesi, come nel caso delle abbazie cistercensi, delle chiese francescane o quelle senesi in cui viene realizzata un'aula divisa da una selva di pilastri in numerose campate, di cui quelle delle navate laterali quadrate e quelle della navata centrale rettangolari.

### Absidi

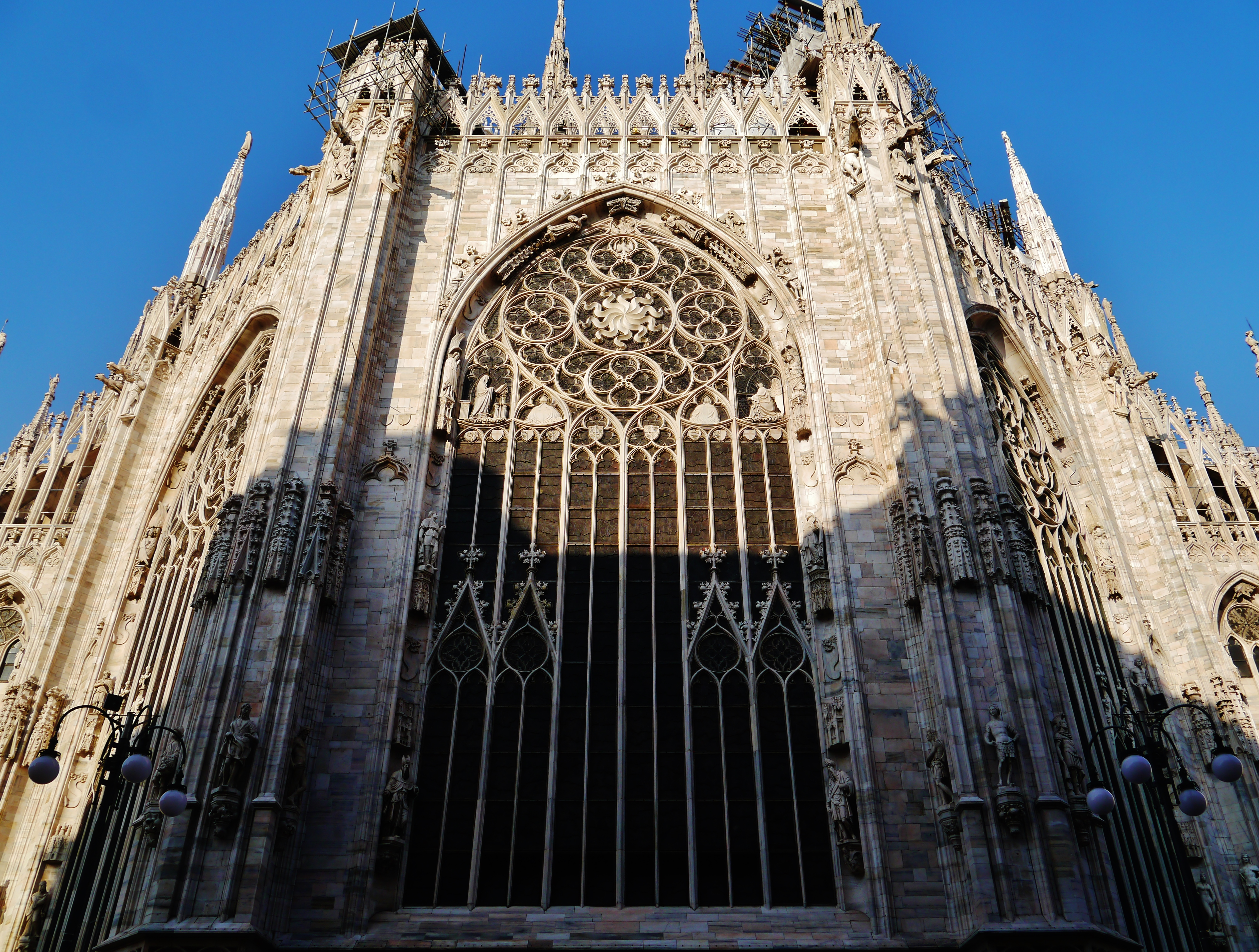
Abside a grandi polifore del Duomo di Milano.

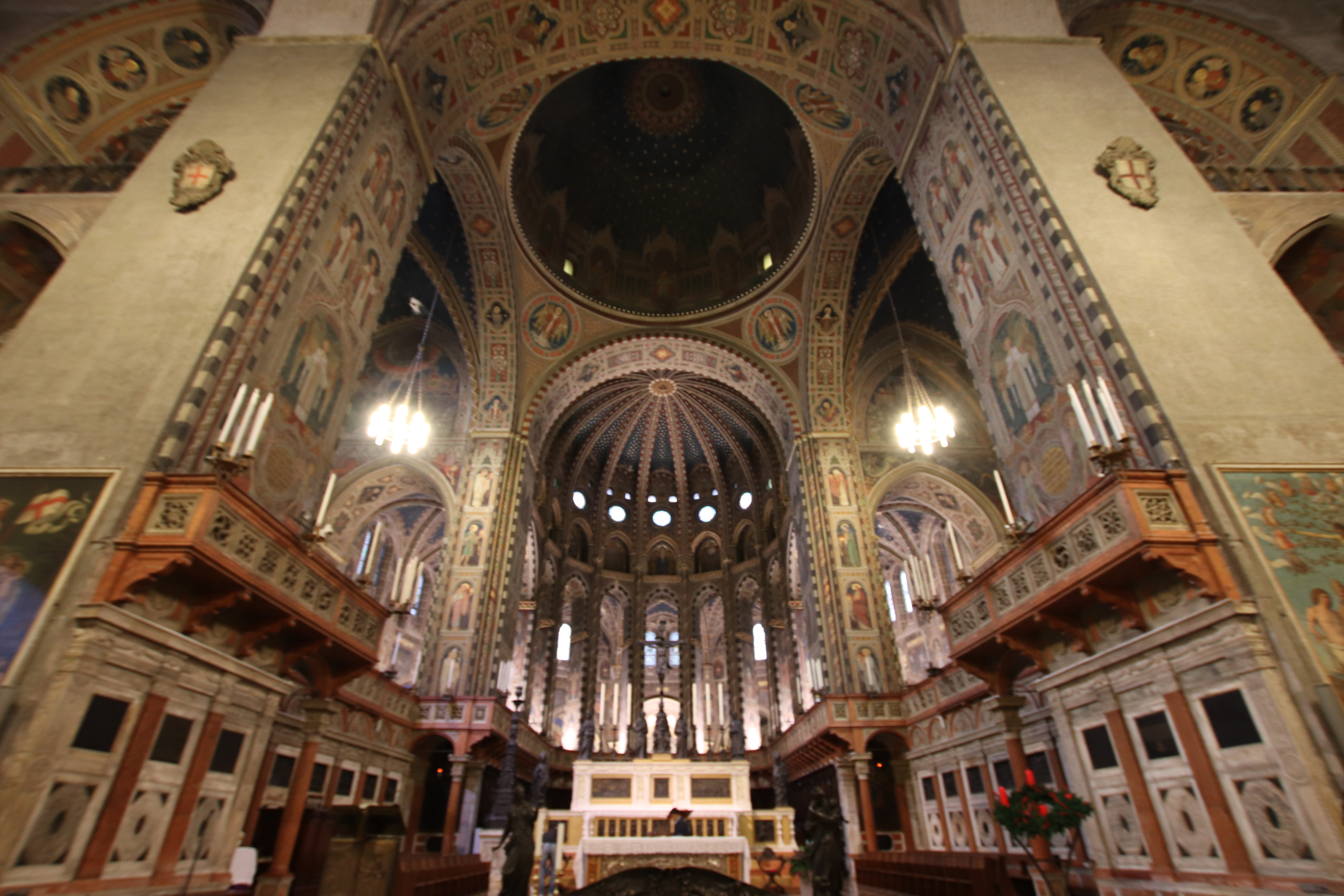
Il coro a deambulatorio della Basilica di Sant'Antonio di Padova.

L'area presbiterale, nelle grandi cattedrali, è quella che per necessità religiose viene realizzata per prima. Questo permette dunque di stabilire una certa cronologia per la diffusione degli elementi gotici e nel contempo chiarisce perché determinate chiese, come la chiesa di Sant'Eligio Maggiore di Napoli ad esempio, presentino elementi puramente gotici nel presbiterio, mentre le navi appaiono già pertinenti a un primo rinascimento. Il comparto absidale delle cattedrali tende a riecheggiare acriticamente il gotico francese, semplificandolo e senza apporre il caratteristico deambulatorio, corridoio che cinge il presbiterio nell'arte sacra d'oltralpe dal XII secolo. Eccezioni sono la basilica di San Lorenzo Maggiore a Napoli, costruzione propriamente francese, su cui si aprono anche le ampie finestrate; la basilica di Sant'Antonio di Padova e il Duomo di Milano. Tali strutture sono spesso sostenute da archi rampanti o contrafforti, come nel caso del Duomo di Enna o della basilica di San Francesco a Bologna, spesso celati o appiattiti dall'uso del mattone o da fasce orizzontali che ne frenano il verticalismo. Diverso è il caso di talune basiliche che mantengono l'abside curva anziché poligonale, come il Duomo di Siena, che nonostante il corpo strutturalmente molto vicino alle cattedrali francesi. Quest'ultima, il Duomo di Orvieto, l'abbazia di San Galgano e molte altre architetture del gotico senese prediligono in effetti un'abside piatta. L'abside a pianta semicircolare è presente nella chiesa di Santa Maria Assunta a Randazzo, la basilica inferiore di San Francesco ad Assisi, la chiesa di S. Maria di Maniace presso l'omonima abbazia di Bronte, la Commenda dei Cavalieri di Malta a Piazza Armerina. La basilica di Sant'Antonio di Padova contempla una curiosa soluzione che riesce a rendere esternamente curvilinea l'abside di gusto gotico - poligonale, deambulata e con le relative cappellette - mediante un gioco di archi e serti murari che sostituiscono le piatte finestre.

### Facciate

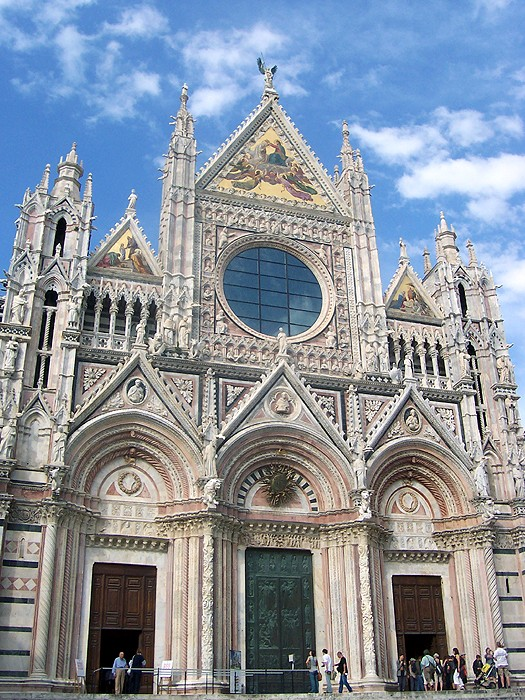
Facciata della Duomo di Siena.

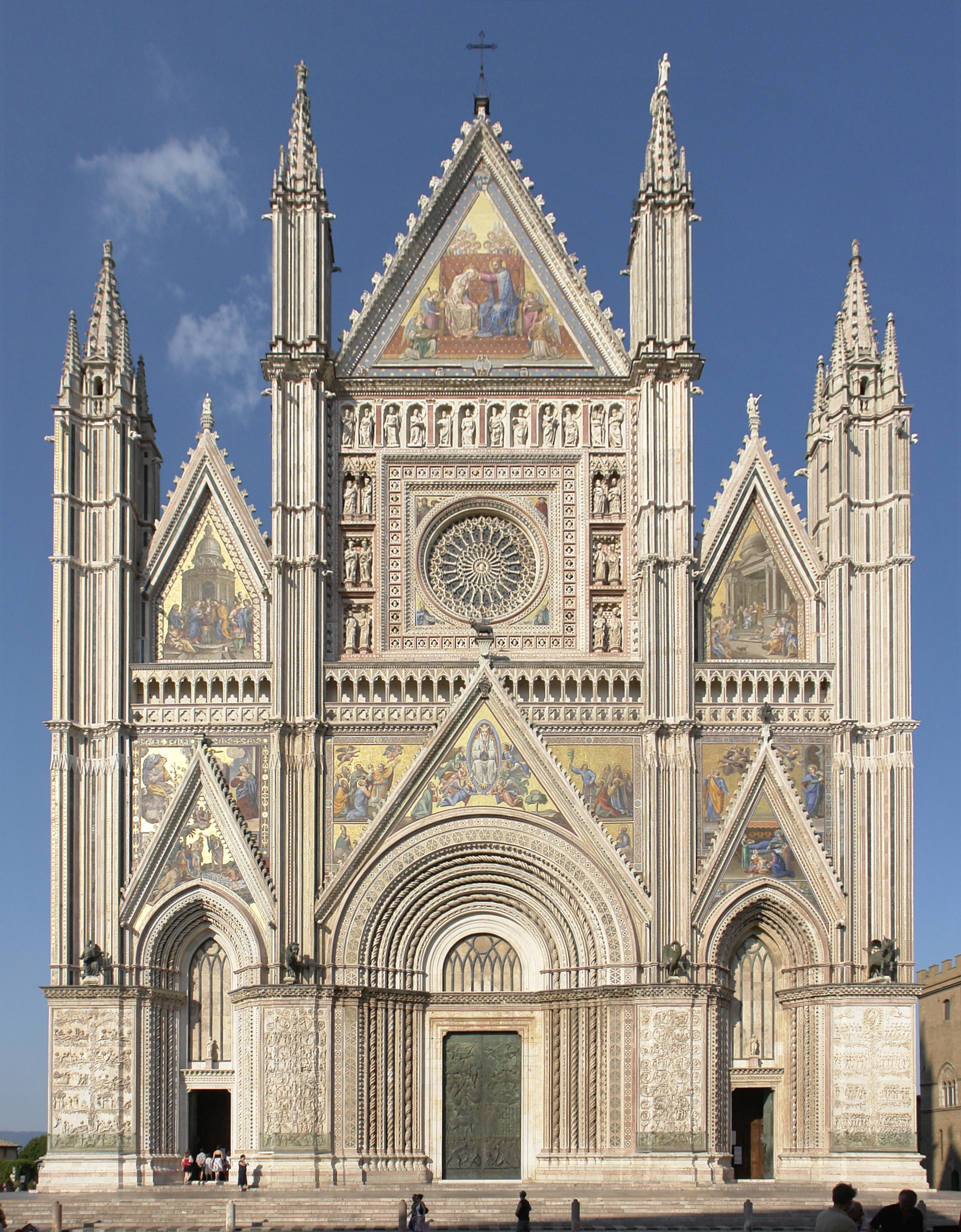
Facciata del Duomo di Orvieto.

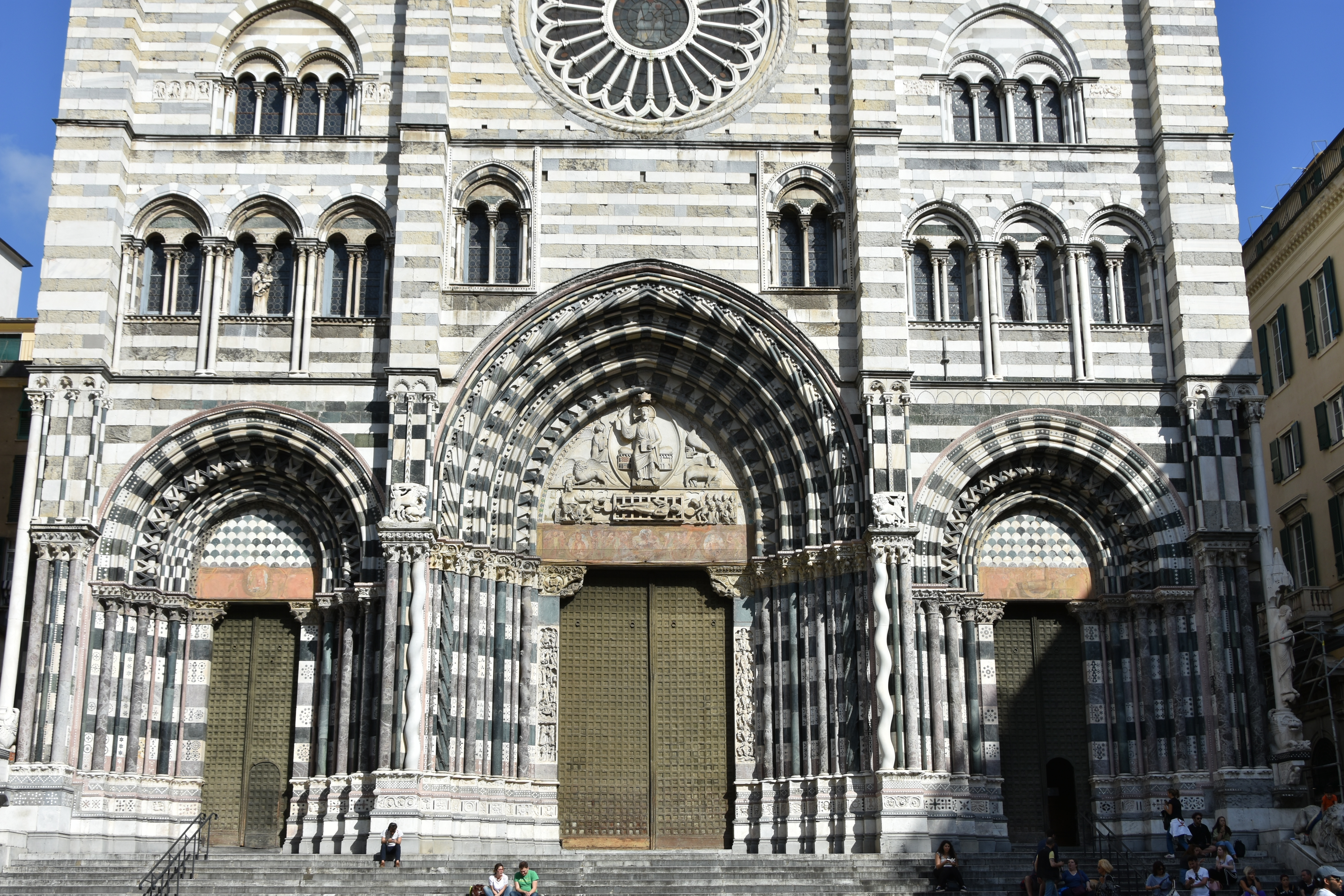
Portali del Duomo di Genova.

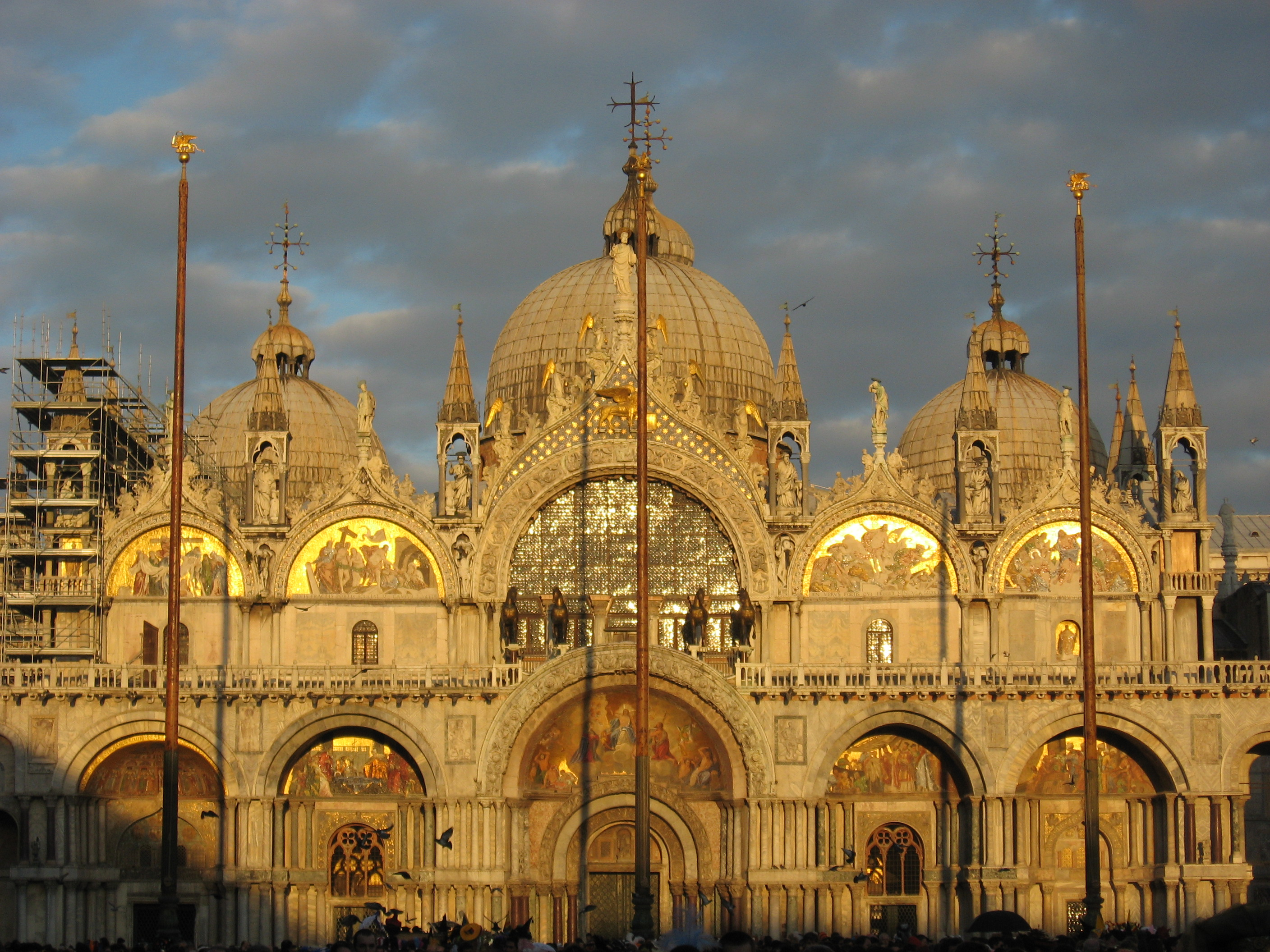
Facciata della Basilica di San Marco a Venezia.

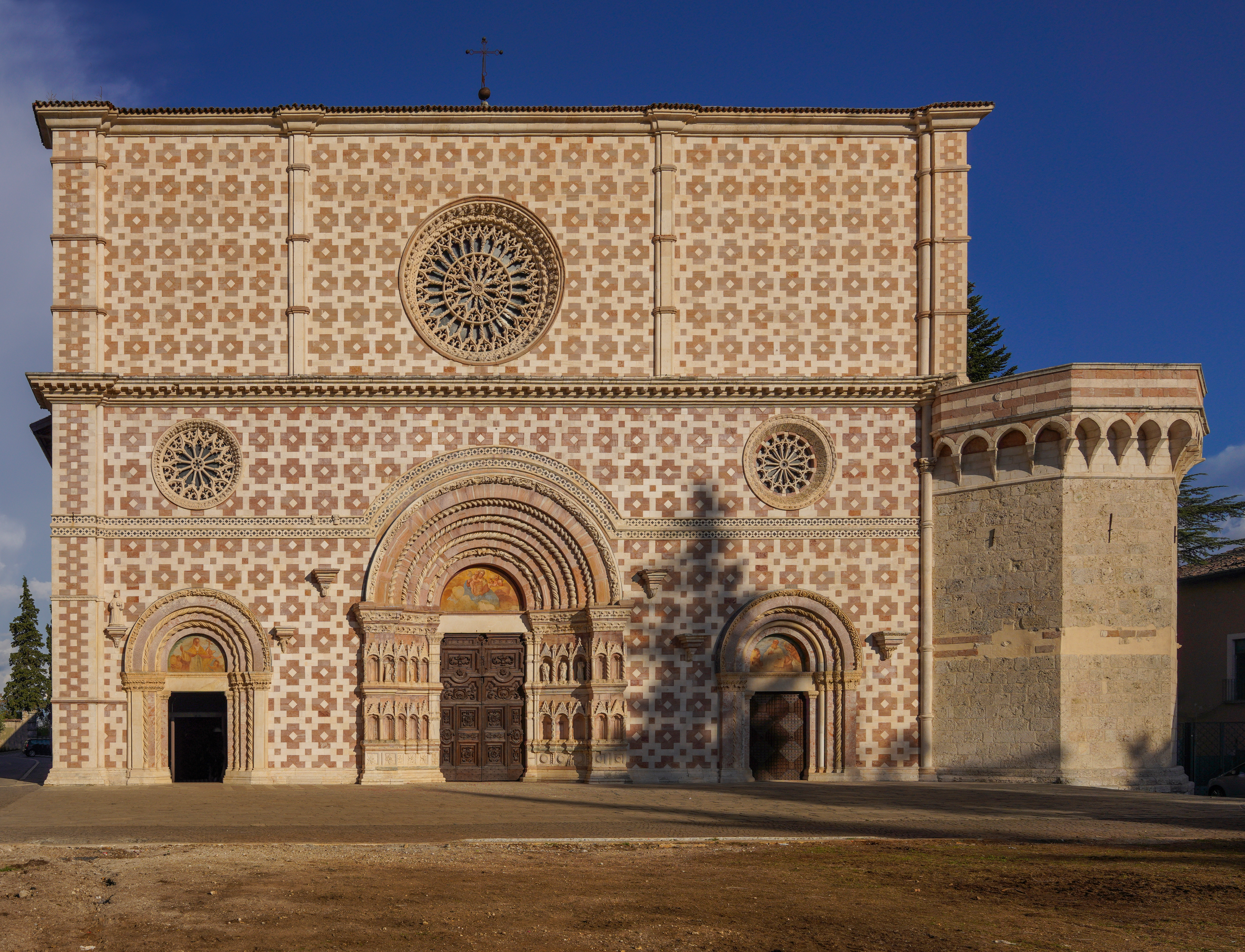
Basilica di Santa Maria di Collemaggio, L'Aquila.

La facciata nelle cattedrali è solitamente l'ultima cosa completata. Non a caso molti edifici ecclesiastici di notevoli dimensioni videro la conclusione della facciata con notevole ritardo - Santa Maria del Fiore a Firenze e il Duomo di Milano furono completate solo nel XIX secolo, San Petronio a Bologna è rimasta incompiuta - e spesso denunciano un cambio di genere o gusto in atto. Sono quindi poche le facciate originali compiute che si possano associare al gotico italiano e che siano particolarmente significative o rappresentative del genere. Due gli esempi più noti e scelti quali rappresentativi dello stile, sebbene siano gli unici casi ad avere un linguaggio architettonico simile: le cattedrali di Siena e di Orvieto. La faccia del duomo di Siena è la più antica tra le due e si presenta abbinata a un ricco repertorio iconografico. Progettata per la parte basamentale dallo scultore Giovanni Pisano che ne ricostruì in forme gotiche il piedicroce. Il modello d'ispirazione compositivo dei portali è forse la facciata della cattedrale di Chartres, nella loro disposizione e nelle pari altezze. I tre portali sono profondamente strombati e decorati nello sguancio da colonne ritorte e finemente scolpite. Gli archivolti sono sormontati da ghimberghe decorate da foglie rampanti. La decorazione è in stile gotico raggiante, come la cattedrale di Reims con nicchie cuspidate, numerose statue e gargouille. Il Pisano lavorò per la cattedrale fino al compimento del primo registro della faccia. Dopo numerosi cambi di progetto, la realizzazione della facciata superiore fu affidata a Camaino di Crescentino - si era detto anche Giovanni di Cecco nel 1376 - che realizzò una facciata tricuspidale non tenendo conto delle proporzioni del registro inferiore, quasi come e fosse un coronamento. Al centro campeggia un grandissimo rosone, incorniciato da una serie di nicchie contenenti i busti degli antenati di Cristo. Il tutto è sormontato da un'imponente cuspide triangolare e fiancheggiato da due pinnacoli. due logge finemente cesellate sono affiancate ai due pinnacoli e sono anch'esse sormontate da due cuspidi triangolari più piccole. L'intera facciata è chiusa lateralmente da due imponenti contrafforti finemente decorati da statue, nicchie, doccioni e guglie e alleggeriti da finestre. La facciata fu terminata intorno al 1310, come attesta un documento che sollecita la realizzazione di un mosaico per la cuspide centrale.
Intorno allo stesso anno il senese Lorenzo Maitani cominciò i lavori per la facciata del Duomo di Orvieto. Egli realizzò, prendendo come spunto l'appena terminata facciata del Duomo di Siena un sistema tricuspidale che si rivelerà però più unitario. Infatti i moderni storici dell'arte considerano la facciata della cattedrale orvietana una versione perfezionata di quella senese. Essa è divisa in tre fasce verticali da quattro poderosi contrafforti. La zona inferiore è dominata dalla mole del portale centrale affiancata dai più piccoli portali centrali. Tutti e tre sono cuspidati e la ghimberga del portale centrale è un triandolo equilatero, mentre quelle dei portali laterali sono triangoli isosceli. Una sottile loggetta corre per quasi tutta la larghezza della facciata ed è interrotta dai contrafforti. Un piccolo ma cesellato rosone domina il registro superiore. Esso è inscritto in un quadrato formato da quabrilobi contenenti le teste dei re, che è allo stesso tempo inscritto in un altro quadrato i cui lati sono costituiti in basso dalla loggetta, e lateralmente ed in alto da nicchie contenenti statue. La cuspide centrale è anch'essa un triangolo equilatero. Le cuspidi laterali sono triangoli equilateri che sormontano quadrati. I quattro contrafforti terminano in altrettante guglie coniche. La particolarità decorativa della facciata sta nel fatto che è quasi interamente ricoperta di mosaici su fondo d'oro, quasi a riecheggiare le antiche tradizioni musive italiane.
Queste due soluzioni tuttavia costituiscono le uniche eccezioni alle facciate gotiche italiane, le quali, laddove complete, si presentano ancorate agli stilemi romanici, con la sola aggiunta di pilastri in facciata per sostenerne il peso. 
Raramente il campanile viene inglobato nel resto della facciata - solitamente invece sconnesso dalla chiesa, come nel caso del campanile di Giotto di Santa Maria del Fiore e della San Martino di Randazzo, o più spesso attaccati al corpo della chiesa come per la basilica di San Francesco d'Assisi o la chiesa dei Francescani a Bolzano - come avviene nelle chiese francesi e tedesche: è il caso della basilica di Sant'Andrea di Vercelli o della cattedrale di San Lorenzo a Genova, ma esistono anche soluzioni piuttosto articolate e innovative, come nel caso della cattedrale di Palermo, forse unico caso in cui la facciata principale risulta essere quella laterale - anch'essa gotica, sebbene tarda e in gusto catalano - mentre l'ingresso alla nave centrale risulta fuso con il tessuto urbano da grandiosi archi rampanti. La facciata appare decorata da singolari cornici che disegnano una facciata nella facciata, imitante i modelli orientali, ben noti agli architetti veneziani della chiesa di San Giovanni in Bragora o nel massimo esempio del genere - un gotico "orientaleggiante" - ossia la facciata tardo-gotica del San Marco. Tale gusto, influenzato certamente dai rapporti di natura commerciale con l'Impero bizantino, era evidente anche nella prima facciata del Duomo di Messina, rifatta però in seguito. Tuttavia, a parte gli esempi predetti e poche altre varianti, il modello principale era dettato dal gusto romanico precedente, con la variante di piccoli accorgimenti, quali l'apertura del rosone sopra l'ingresso, la strombatura del portale, la presenza di contrafforti in facciata. Un valido esempio di tale modello lo troviamo nella chiesa di Sant'Anastasia di Verona in cui è perfettamente leggibile, a differenza delle chiese francesi o tedesche, la differenza di altezze delle navate, chiuse da soffitti a spioventi. Altre varianti sono a spiovente più o meno semplici, con ricchi portali elaborati e rosoni ad intreccio di colonnette, come la chiesa del Carmine di Pavia e il Duomo di Monza. 
Una forma sempre derivata da modelli romanici è la facciata rettangolare, priva di differenze tra le navi, caratterizzata da un portale centrale strombato e riccamente decorato, un rosone e bande orizzontali ottenute da pietre o marmi di colori diversi. Ne è un notevole esempio la basilica di Santa Maria di Collemaggio, ma anche il Duomo di Atri e il Duomo di Todi.

### Decorazione

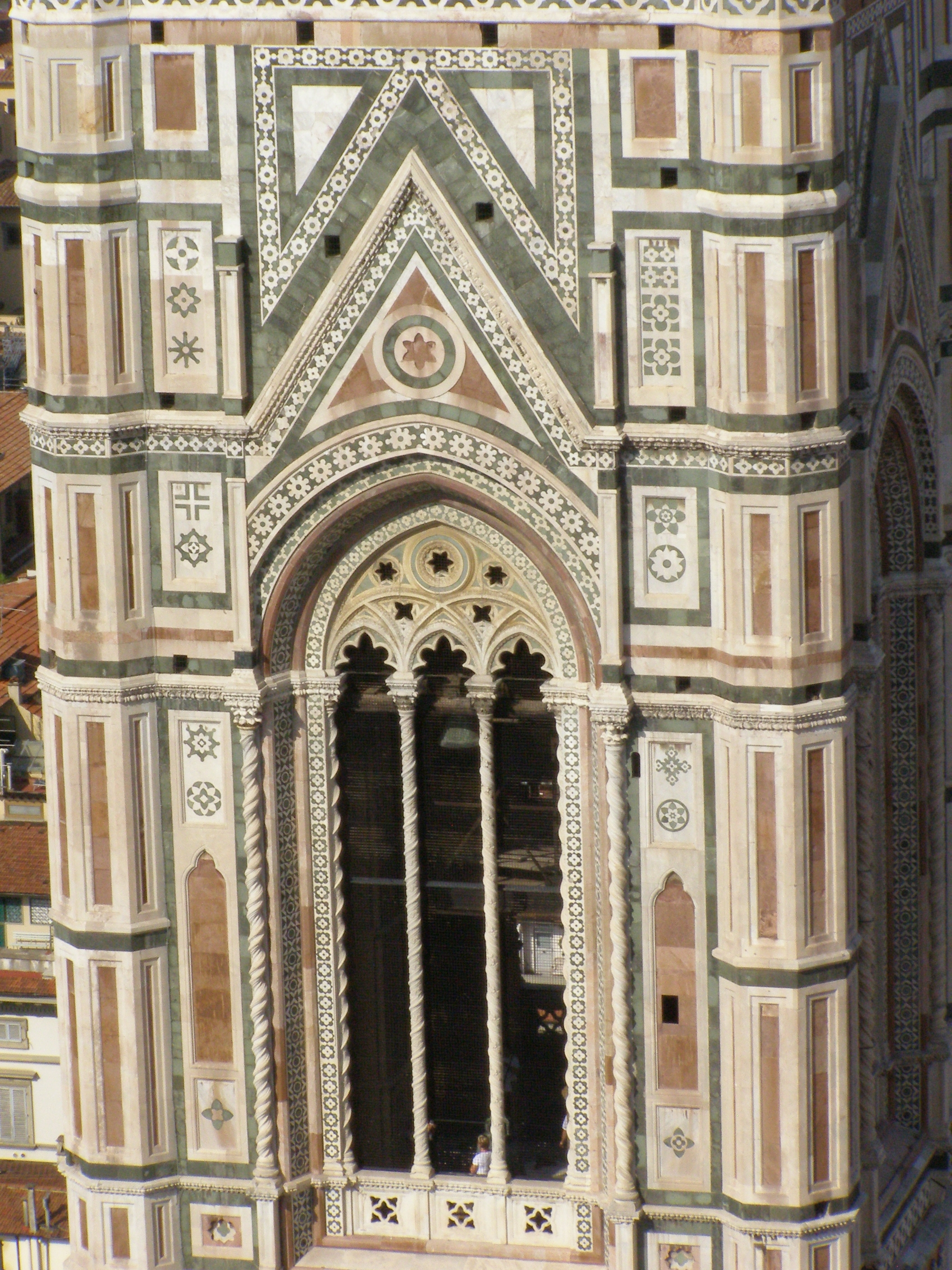
Particolare policromo del Campanile di Giotto.

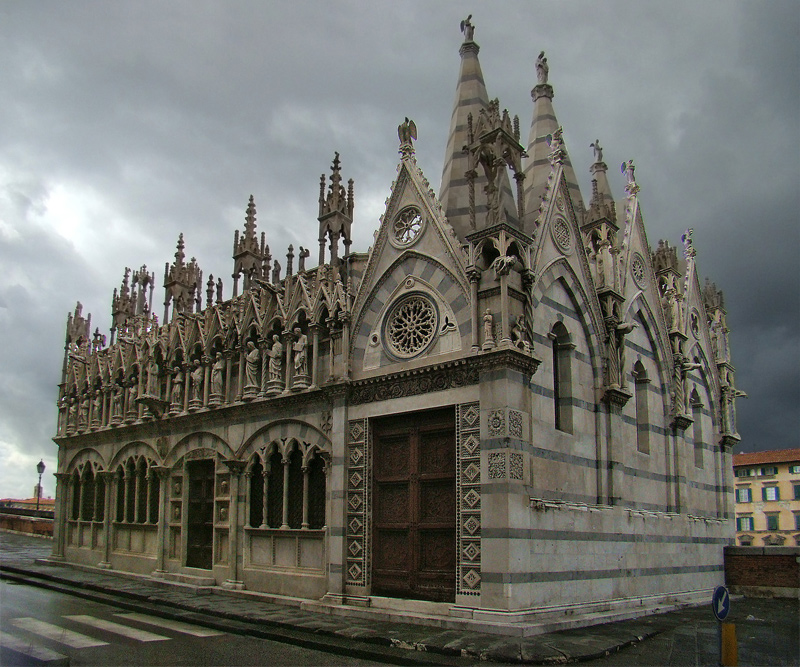
Comparto plastico ed architettonico, Chiesa di Santa Maria della Spina, Pisa.

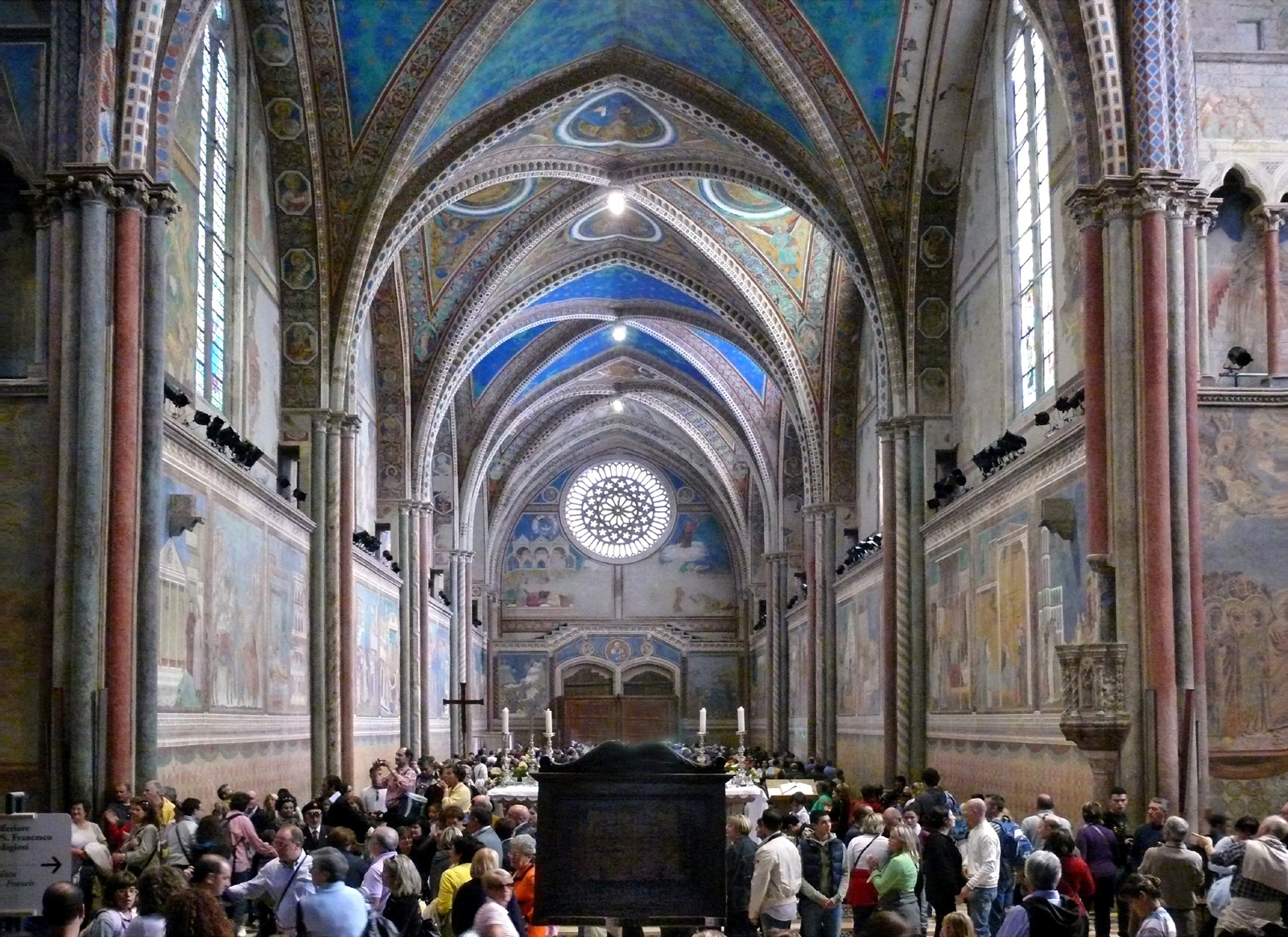
Interno e cicli pittorici, basilica di San Francesco d'Assisi.

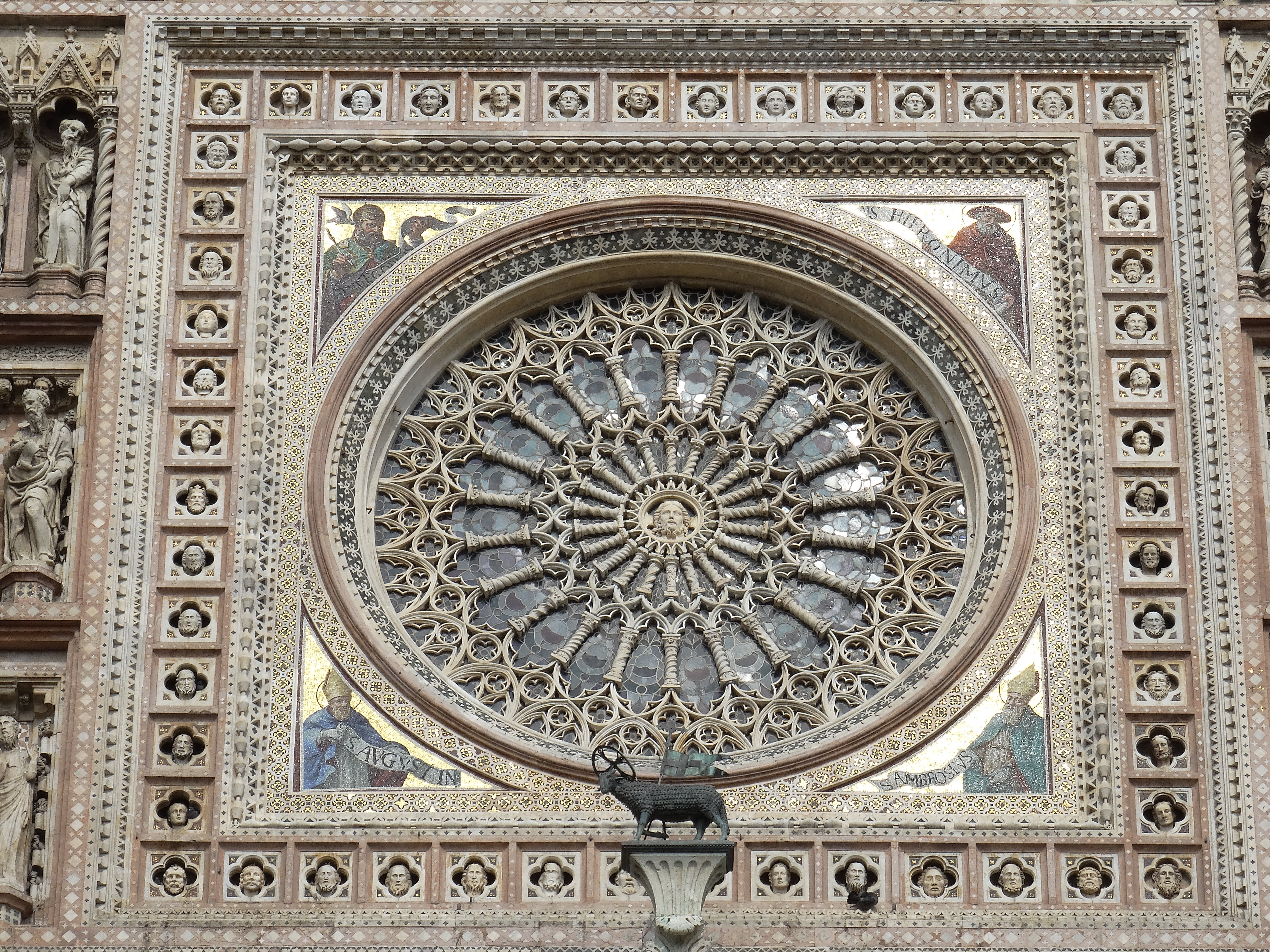
Rosone dell'Orcagna nel Duomo di Orvieto.

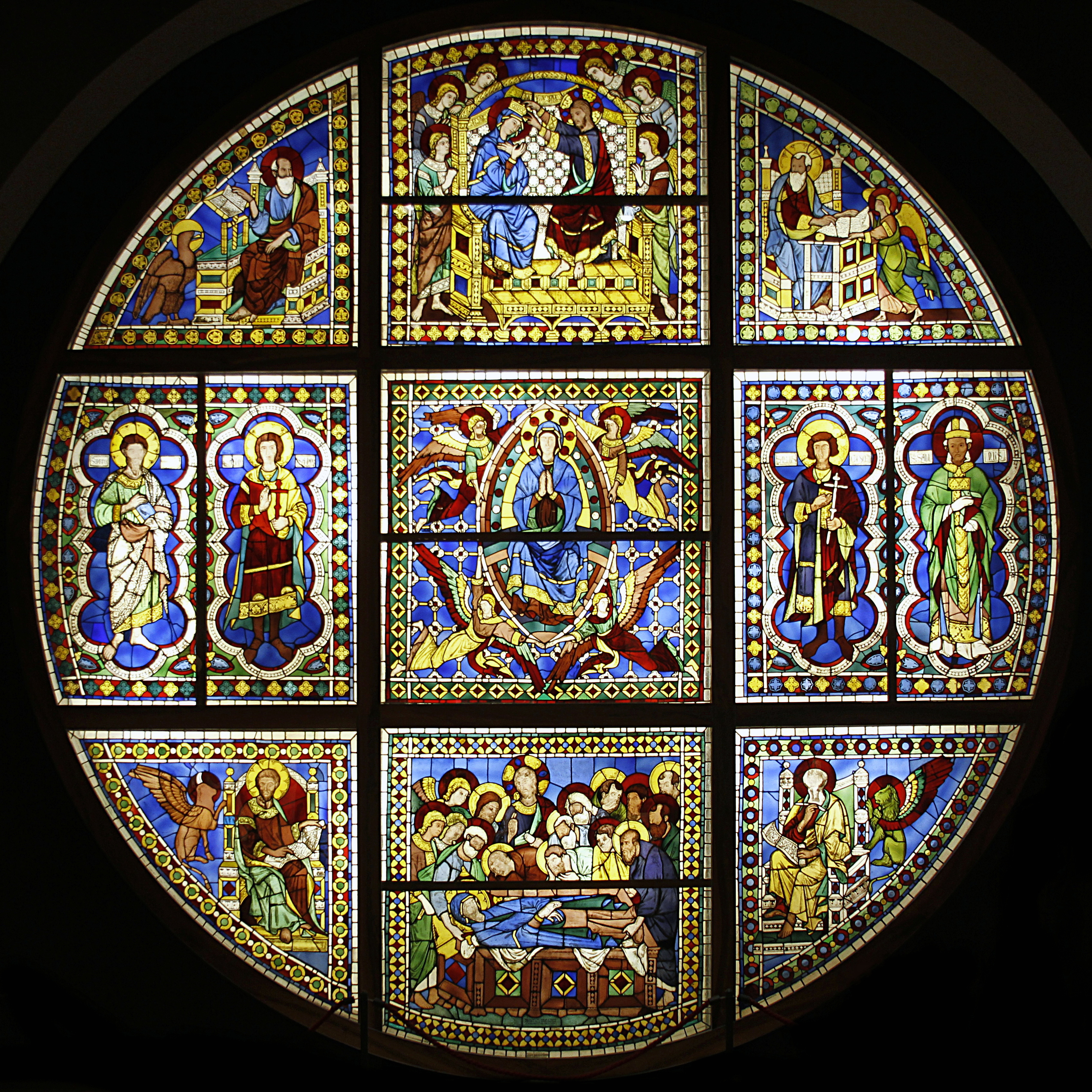
Vetriata del Duomo di Siena.

In Francia l'evolversi dello stile gotico nella costruzione portava a ridurre al minimo le pareti per aprire grandi finestre, dando alle strutture un aspetto diafano. In Italia si rinunciò a tutto questo, sia per un attaccamento al classicismo massiccio del passato che per motivi climatici. Questo non limitò la possibilità e l'estro decorativo, che conosce invece diverse modalità di notevole effetto, sfruttando la possibilità di pietre policrome - spesso si preferivano le diverse venature del marmo, ma talora anche le calcareniti, i graniti, il basalto o persino la pietra lavica. Il Duomo di Firenze ne è l'esempio capitale. Nelle cattedrali di Siena e di Genova prevalgono le bande orizzontali che ricoprono tutte le pareti.
L'uso delle sculture in facciata è mediato ancora dal repertorio romanico che influenza anche sulla "parsimonia" decorativa delle fabbriche gotiche italiane, ma non mancano notevoli opere del repertorio plastico italiano, le quali, a partire dalle scuole artistiche del Meridione operanti presso la corte di Federico II, si ispirano a modelli della statuaria classica, raggiungendo notevoli livelli di realismo. In particolare si distinse l'opera di Giovanni Pisano e della sua scuola i quali scolpirono per il Duomo di Siena il ciclo dei profeti e delle sibille della facciata e gli apostoli al sommo dei contrafforti. A farle eco, la facciata della cattedrale di Orvieto presenta pure un ricco apparato plastico sui quattro basamenti dei contrafforti della facciata, costituito da altorilievi narranti le Storie della genesi e terminanti nel Giudizio Universale, opera di Lorenzo Maitani; fulcro della facciata è il prezioso rosone trecentesco dell'Orcagna. Al Maitani sono anche attribuite anche delle sculture bronzee e il gruppo plastico della maestà nella lunetta del portale centrale. Il repertorio del duomo di Milano è senza dubbio il più ricco, per le ragioni più volte espresse, ed è composto da più di 3400 statue, fra cui 96 Giganti al sommo dei contrafforti che reggono i doccioni i quali sono le più antiche statue del duomo, oltre a quelle dei ricchi portali delle due sagrestie e le decorazioni del deambulatorio. Un ricco repertorio plastico è pure presente nell'avancorpo della cattedrale di Palermo, mentre in genere la ricchezza compositiva scultorea si limitava quasi al solo portale.
Ampio spazio invece era dato alla pittura. Internamente infatti molte basiliche erano decorate da complessi cicli di affreschi. Il più rappresentativo è forse costituito dal ciclo della basilica di San Francesco d'Assisi, realizzato dai maestri Giotto e Cimabue, tra i più importanti rappresentanti della pittura italiana due e trecentesca. Il primo affrescò le pareti dell'unica navata con le storie della vita di San Francesco ed il coro, mentre il secondo affrescò i bracci del transetto e la volta del presbiterio. Cimabue già fu presente per la realizzazione del comprensorio pittorico della basilica inferiore, assieme al gruppo dei senesi. Le grandi superfici affrescate si riconoscono in molti templi, quali per esempio le basiliche di Santa Maria Novella e di Santa Croce a Firenze, che ornarono le loro cappelle con stupendi cicli pittorici eseguiti dai più noti artisti dell'epoca. La pittura conosce una fresca aria di novità grazie ai pittori del centro-nord i quali iniziano la strada per il naturalismo pittorico, mentre al sud e in Sicilia si preferisce l'eleganza e la ricercatezza della composizione bizantina, con poche significative varianti, quali ad esempio l'uso del campo azzurro invece del campo dorato. Tra gli esempi più significativi la chiesa di Sant'Andrea a Castiglione o il priorato di Sant'Andrea non lungi Piazza Armerina.
Un sapiente uso delle finestre ne fece un oggetto di notevole impatto decorativo, con prevalenza di bifore e trifore, ma con esempi anche piuttosto azzardati di quadrifora come nel presbiterio del duomo di Orvieto, la Basilica di San Domenico a Perugia o le polifore del duomo di Milano. La predilezione della pittura a fresco non permise un grande sviluppo dell'arte vetraria, ma comunque si produce qualche notevole esempio, sebbene ad opera di maestranze estere. È il caso del ciclo di vetrate istoriate nella basilica di San Francesco d'Assisi eseguite da maestri tedeschi. Tuttavia sono presenti anche realizzazioni locali, come la vetrata del Duomo di Siena eseguita nel 1288 da Duccio di Buoninsegna il quale, studiando in Francia, volle importare il gusto del gotico francese in Italia, personalizzandolo con apporti più classicistici. Altri cicli noti sono presenti nella basilica di Santa Croce di Firenze e nella tardogotica cattedrale, nonché ad Orvieto la vetrata della redenzione realizzata da Lorenzo Maitani. 

## Architetti
Data la scarsa rilevanza che in passato si diede all'arte gotica (lo stesso termine gotico viene da goto e indica un disprezzo per un'arte considerata barbarica), gli scarsi documenti pervenutici e anche la mancanza di firme sulle chiese tranne in rare occasioni, spesso i nomi degli architetti delle chiese gotiche italiane sono caduti nell'oblio, tuttavia almeno in alcuni casi si è potuto risalire a diversi autori anche piuttosto noti. Nel corso del XIII secolo appaiono dunque i nomi di tal Marco da Brescia come architetto della basilica di San Francesco a Bologna, di Giovanni Pisano quale autore del piedicroce del duomo di Siena e della facciata inferiore, di Giotto architetto a Firenze per il campanile e a Padova per la cappella Scrovegni, nel 1310 quindi appaiono Lorenzo Maitani per la facciata del duomo di Orvieto e Simone del Pozzo per l'alto campanile (raggiunse quasi i cento metri) della cattedrale di Catania. In seguito a Firenze, per la basilica di Santa Croce e per il progetto iniziale della Santa Maria del Fiore, conosciamo Arnolfo di Cambio, mentre più cospicuo è l'elenco di architetti susseguitisi per la realizzazione del duomo di Milano a partire dalla sua fondazione nel 1386. Essi appaiono in parte transalpini ma soprattutto italiani: Simone d'Orsenigo, Nicolas de Bonaventure, Jean Mignot, Jacques Coene, Enrico di Gmünd (i quali operarono solo per breve tempo) e Gabriele Stornaloco. Nel centro-nord Italia appare Marino di Marco Cedrino, veneziano, che iniziò il progetto della Basilica della Santa Casa di Loreto e poi diversi portali nelle Marche e in Romagna. A Palermo emerge la figura di Matteo Carnilivari, attivo nella capitale del Regno tra gli anni 1487-1493 e autore del Palazzo Abbatellis. Antonio di Vincenzo operò per la basilica di San Petronio a Bologna, mentre alcuni autori più tardi, in pieno rinascimento, ancora realizzarono attardamenti gotici. È il caso di Bernardo Rossellino, architetto del Duomo di Pienza: papa Pio II chiese all'architetto, essendo appena ritornato da un viaggio in Austria, di edificare a Pienza una chiesa come quelle che aveva visto nel paese alpino. Rossellino edificò così una hallenkirche, ovvero una chiesa in stile gotico tedesco, a sala, con tre navate di eguale altezza, deambulatorio e cappelle radiali.